# Victor Hugo
Victor Marie Hugo (fr: [viktɔʀ maʀi ygo]), Wiktor Hugo (ur. 26 lutego 1802 w Besançon, zm. 22 maja 1885 w Paryżu) – francuski pisarz, poeta, dramaturg i polityk. Jeden z najważniejszych twórców literatury francuskiej i czołowy przedstawiciel romantyzmu francuskiego.
Autor poezji, dramatów wierszem i prozą oraz powieści, jak również listów i przemówień politycznych. Do jego najważniejszych dzieł należą powieści Nędznicy i Katedra Marii Panny w Paryżu, dramat Hernani oraz jedyna we francuskiej literaturze epopeja Legenda wieków.
Był członkiem Akademii Francuskiej, deputowanym do Konstytuanty, a następnie Zgromadzenia Narodowego. Wspierał rewolucję lipcową w 1830 roku, brał udział w rewolucji lutowej w 1848 roku, a z powodu przekonań politycznych przez 19 lat (1851–1870) przebywał na dobrowolnym wygnaniu poza granicami Francji jako przeciwnik II Cesarstwa. Po upadku Napoleona III w roku 1870 wrócił do Francji, zasiadał w Senacie III Republiki. Zmarł na zapalenie płuc i został pochowany w paryskim Panteonie.
Jego utwór Katedra Marii Panny w Paryżu umieszczony został w index librorum prohibitorum dekretem z 1834 roku, zaś Nędznicy – dekretem z 1864 roku.

## Życiorys

### Dzieciństwo i młodość

#### Rodzina
Na temat rodziny Victora Hugo i jego przodków w literaturze biograficznej funkcjonuje wiele mitów i nieścisłości, do których powstania przyczynił się sam poeta – przekazując fałszywe informacje na ten temat żonie, gdy ta opracowywała pierwszy szkic jego biografii. Powtarzając rodzinną legendę stworzoną przez swego ojca Hugo twierdził, że po mieczu wywodzi się ze starego rodu lotaryńskiego, z której pochodził m.in. biskup Ptolemaidy Louis Hugo oraz kapitan gwardii książąt lotaryńskich Georges Hugo, w 1535 uszlachcony. W rzeczywistości, pierwszym znanym bezpośrednim przodkiem Hugo był Claude Hugo, wymieniany w 1631 grabarz z Mirecourt. Dziadek Hugo od strony ojca, Joseph Hugo, był mistrzem stolarskim z Nancy. Ojciec pisarza, Joseph Léopold Sigisbert, urodził się w 1773 i zrobił karierę wojskową w armii rewolucyjnej Francji, a następnie był oficerem wojsk napoleońskich.
Swoją matkę, Sophie z d. Trébuchet, Hugo przedstawiał jako Wandejkę, związaną z powstaniem rojalistycznym r. 1793, przekonaną monarchistkę z rodziny zamożnych armatorów z Nantes. Obraz ten był w rzeczywistości literacką kreacją: rozmiłowany w antytezach poeta stworzył w ten sposób wizerunek samego siebie jako syna dwóch przeciwieństw, rojalistki i rewolucjonisty. W rzeczywistości Sophie Trébuchet straciła rodziców w dzieciństwie i została wychowana przez ciotkę i dziadka, sympatyzujących z ideami oświeceniowymi. Rodzina Trébuchetów poparła rewolucję francuską. Po wybuchu powstania wandejskiego brat i wuj Sophie blisko współpracowali z komisarzem Konwentu Carrierem, a dziadek kobiety zasiadał w Trybunale Rewolucyjnym w Nantes. Matka pisarza stała się rojalistką dopiero po 1812, pod wpływem osobistych doświadczeń – śmierci kochanka rozstrzelanego na rozkaz Napoleona za udział w spisku.
Victor Hugo miał dwóch starszych braci: Abla Josepha (ur. 1798) oraz Eugène’a (ur. 1800).

#### Dzieciństwo

Victor Hugo jako dziecko

Urodził się w Besançon. Spędził tam tylko pierwsze miesiące życia i nie czuł się z tym miastem szczególnie związany. Już w końcu 1802 jego ojciec otrzymał bowiem rozkaz wyjazdu do Marsylii, a stamtąd do Bastii i Portoferraio na Elbie. Początkowo Léopold Hugo sam zajmował się synami, żona dołączyła do niego w lipcu 1803, po czym już jesienią tego samego roku wyjechała do Paryża i w lutym 1804 zamieszkała tam z trójką dzieci na stałe. Sophie Hugo jeszcze przed narodzeniem najmłodszego syna nie kochała męża, a gdy Victor miał rok, nawiązała romans z gen. Victorem Fanneau de la Horie. Victor Hugo rozpoczął edukację w wieku trzech lat, razem ze starszym bratem.
W 1807 Sophie Hugo przybyła razem z synami do Włoch, gdzie jej mąż brał udział w zwalczaniu lokalnego antyfrancuskiego ruchu oporu, a następnie był zarządcą prowincji Avellino. Podróż i czteromiesięczny pobyt w Neapolu wywarły na pięcioletnim Victorze ogromne wrażenie i przyszły literat wielokrotnie przywoływał je we wspomnieniach. Po czterech miesiącach między małżonkami Hugo doszło ponownie do sporów i Sophie Hugo wróciła do Paryża. Victor Hugo i jego brat Eugène nie podjęli na nowo systematycznej nauki w szkole. Przyszły poeta sam nauczył się czytać. Pod kierunkiem katolickiego duchownego nauczył się łaciny, zaś Victor Fanneau de la Horie uczył go historii starożytnej. Sophie Hugo z synami mieszkała w budynku należącym dawniej do klasztoru feuillantów w Paryżu. Obiekt ten i jego obszerny ogród były wielokrotnie przywoływane w późniejszej poezji Hugo, zmitologizowany w jego wyobraźni.
Po aresztowaniu gen. de la Horie w 1810 Sophie Hugo ponownie wyjechała z Paryża i udała się do swojego męża, który w międzyczasie uzyskał awans na generała i służył w Hiszpanii. Kilkumiesięczna podróż przez wyniszczony wojną kraj również miała wielki wpływ na kilkuletniego Victora. W Madrycie gen. Hugo zażądał rozwodu i odebrania synów spod opieki matki. Dwaj młodsi synowie zostali oddani do miejscowego kolegium dla chłopców pochodzenia szlacheckiego San Antonio Abad, prowadzonego przez zakonników, najstarszy wstąpił do korpusu paziów. Już w 1812 król Hiszpanii Józef rozstrzygnął spór między gen. Hugo a jego żoną o dzieci na korzyść kobiety, pozwalając jej wrócić do Paryża z dwójką młodszych synów. W stolicy Francji przyszły pisarz nie podjął systematycznej nauki. Edukacja obydwu braci Hugo polegała na spontanicznej lekturze różnych dzieł literackich. Największe znaczenie miała tu nauka łaciny i lektura tekstów klasycznych pod kierunkiem ks. Larivière’a. Hugo biegle opanował język łaciński, czytał w oryginale łacińską poezję. Jak pisał Barrère, „kultura łacińska stanowi trwałą podstawę jego formacji duchowej”. Równocześnie jego trudne dzieciństwo – konflikty w rodzinie, brak opieki ze strony rodziców, drastyczne obrazy wojny widziane w Hiszpanii – znalazło następnie odbicie w twórczości, w postaciach cierpiących dzieci. Poznał również podstawy języka hiszpańskiego – jedynego nowożytnego języka obcego, jaki w życiu opanował.
W 1814 dwunastoletni Victor razem z matką i bratem brał udział w powitaniu króla Ludwika XVIII. Matka starała się przekazać mu swoje silnie rojalistyczne poglądy. Rok później w małżeństwie jego rodziców orzeczona została separacja. Opiekę nad synami przyznano ojcu, który oddał Victora i jego braci na naukę na pensji Cordiera, prowadzonej przez dwóch byłych duchownych katolickich. Przyszły poeta nie lubił i nie szanował swoich nauczycieli. W ciągu kolejnych trzech lat Victor niemal nie widywał się z matką. Ojciec pragnął, by najmłodszy syn poszedł w jego ślady i po ukończeniu Szkoły Politechnicznej rozpoczął karierę wojskową. Bracia Hugo byli dobrymi uczniami; Victor otrzymywał nagrody w konkursach z geometrii i fizyki. W latach 1816–1818 Hugo uczęszczał dodatkowo na wykłady z filozofii i matematyki do liceum Ludwika Wielkiego.
W czasie nauki na pensji obaj bracia Hugo potajemnie i wbrew zakazowi zaczęli tworzyć wiersze. Wykorzystując zdobytą wcześniej znajomość łaciny, Hugo tworzył wierszowane przekłady Wergiliusza i Horacego, jak również tworzył własne wiersze. W 1815 podarował matce wierszowaną tragedię. Tematyka jego pierwszych prac była związana z rojalistycznymi ideami zaszczepionymi przez matkę. Młodzieńcze utwory dramatyczne Hugo to dwie tragedie wierszem: Irtamenes i Atelia, dramat prozą Inez de Castro oraz naśladująca dramat klasycystyczny komedia prozą.
W 1815 Victor Hugo wziął udział w konkursie poetyckim, w którym zdobył IX lokatę, wzmianka o młodym autorze pojawiła się w gazetach, a akademik François de Neufchâteau osobiście się z nim spotkał, a następnie polecił mu tłumaczenie pracy poświęconej hiszpańskiej inspiracji powieści Przypadki Idziego Blasa. Rok później, w lipcu 1816, Hugo napisał: Chcę być Chateaubriandem lub nikim. W tym samym roku założył z braćmi pismo literackie „Le Conservateur littéraire”. Nawiązywało ono tytułem do pisma Chateaubrianda, „Le Conservateur”. Hugo, nadal hołdujący rojalistycznym poglądom, zamierzali w swojej gazecie „służyć tronowi i literaturze”. Najmłodszy z braci szybko stał się faktycznym redaktorem naczelnym pisma. Publikował w nim, pod różnymi pseudonimami, komentarze dotyczące bieżących wydarzeń kulturalnych, okolicznościowe recenzje i szkice nt. różnych autorów, wiersze, jak również pierwszą powieść – napisanego w wieku 16 lat Bug Jargala. Pismo wychodziło do 1821.
W 1818 Victor Hugo ukończył naukę na pensji Cordiera i ponownie zamieszkał z ukochaną matką; rok później zdobył Złotą Lilię w konkursie poetyckim „Jeux floraux” organizowanym przez akademię poetycką w Tuluzie. Aby uspokoić ambitnego ojca, po zdanym egzaminie dojrzałości zapisał się na studia na wydziale prawa w Paryżu, jednak od początku nie miał zamiaru się w nie angażować i zajmował się głównie tworzeniem. W 1819 otrzymał od króla Ludwika XVIII nagrodę w wysokości 500 franków za odę Śmierć księcia de Berry. W 1821 oficjalnie zrezygnował ze studiów uniwersyteckich

#### Wczesna młodość. Małżeństwo z Adèle Foucher
Od kwietnia 1819 spotykał się z córką sąsiadów, Adèle Foucher. Dziewczyna, którą bracia Hugo znali od dzieciństwa, równocześnie stała się obiektem uczucia Victora i jego starszego brata Eugène’a. Rodzice Adèle nie pozwalali jej opuszczać rodzinnego domu, toteż Victor Hugo kontaktował się z nią przede wszystkim listownie. Związkowi młodych była przeciwna matka przyszłego poety, która stanowczo zabroniła mu kontaktować się z dziewczyną. Przez kolejne dwa lata Hugo widywał Adèle jedynie przelotnie. Listy pisane przez poetę do przyszłej żony zostały po śmierci opublikowane w tomie Listy do Narzeczonej. Nieszczęśliwa miłość, a następnie widok szczęścia Victora, doprowadziła jego brata Eugène’a do załamania nerwowego i choroby psychicznej. Mężczyzna pozostawał pod opieką ojca, ostatecznie zmarł w przytułku dla chorych psychicznie w Charenton.
18 czerwca 1821 zmarła matka młodego poety. Śmierć matki ostatecznie poróżniła Hugo ze starszym bratem; postanowił przeprowadzić się do domu ojca, chociaż i z nim pozostawał w trudnych relacjach, także z uwagi na fakt, że Leopold Hugo niemal natychmiast po śmierci żony postanowił ożenić się powtórnie z Catherine Thomas, z którą pozostawał wcześniej w konkubinacie. Victor Hugo nadal nie mógł ożenić się z ukochaną Adèle. Jej matka żądała od niego, by stał się gorliwym katolikiem, tymczasem poeta wychowywany był przez matkę w duchu wolteriańskim i nie był nawet ochrzczony. Ojciec był skłonny zgodzić się na małżeństwo syna dopiero wtedy, gdy Victor zdobędzie stałe zatrudnienie i zaakceptuje jego drugą żonę. Ostatecznie Hugo zdobył w 1822 pensję królewską za rojalistyczne wiersze, opublikowane w tomie Ody i wiersze różne. Rodzicom ukochanej przedstawił fałszywe zaświadczenia o przystąpieniu do chrztu i do spowiedzi. Równocześnie z publikacją tomu wierszy przystąpił do pisania roman noir zatytułowanej Han z Islandii. Tysiąc franków, jakie zarobił za publikację Ód..., ostatecznie pomogło mu przekonać do siebie państwa Foucher.
12 października 1822 Victor Hugo ożenił się z Adèle Foucher. Dziewięć miesięcy po ślubie przyszedł na świat ich syn Léopold, który zmarł we wczesnym dzieciństwie. W 1824 przyszła na świat córka Léopoldine. W 1826 urodził się syn Charles, zaś w 1828 – kolejny syn François-Victor.
Pismo wydawane przez Hugo razem z braćmi przestało już istnieć, jednak Hugo pozostawał aktywny w kręgach młodych poetów. Uczestniczył w spotkaniach autorów pisma La Muse Française oraz w zebraniach koła literackiego Charlesa Nodiera w Bibliotece Arsenału – kolebce francuskiego romantyzmu. Do koła tego zaprosił go sam Nodier, który zainteresował się powieścią Han z Islandii i jej autorem. Tam spotkał Alfreda de Vigny’ego oraz Alphonse’a de Lamartine’a. Uczestnicy dyskusji rozmawiali o najnowszych odkryciach literackich, komentowali m.in. twórczość Waltera Scotta i George’a Byrona. Hugo pisał także recenzje z najnowszych wystaw malarstwa, w niewielkim natomiast stopniu interesował się kwestiami czysto teoretycznymi.
Ambicją młodego poety było uzyskanie statusu najważniejszego twórcy stronnictwa ultrasów, toteż nie podjął pracy administracyjnej (chociaż uzyskał propozycję objęcia stanowiska urzędniczego od Châteaubrianda), a skupił się wyłącznie na tym, by tworzyć ody – oficjalny i najwyżej ceniony na dworze gatunek literacki. Chociaż faktycznie uchodził bardziej niż ktokolwiek inny za literata związanego z dworem, nie odniósł początkowo znaczącego sukcesu czytelniczego. W 1823 Hugo anonimowo wydał Hana z Islandii, powieść frenetyczną inspirowaną angielskimi roman noir i twórczością Scotta.
W 1825 nowy król Karol X potwierdził przyznawanie Hugo pensji za pisane w rojalistycznym duchu wiersze, jak również odznaczył go orderem Legii Honorowej i zaprosił na ceremonię swojej sakry. Podróż na uroczystość do Reims odbył razem z Charlesem Nodierem, który w drodze przedstawił mu improwizowane tłumaczenie jednego z dramatów Szekspira. Dzieło to wywarło znaczący wpływ na dalszą aktywność pisarską Hugo.
Własne doświadczenie ojcostwa zbliżyło Hugo i jego ojca, jednak obaj nie zdążyli nawiązać bliskich relacji: Leopold Hugo zmarł nagle w 1828. W miarę poprawy relacji z ojcem zmieniał się również stosunek Hugo do Napoleona Bonapartego i I Cesarstwa. Dopiero po śmierci ojca Victor Hugo zapoznał się z dokumentami separacji rodziców oraz z listami ojca do żony. Lektura ta pozwoliła mu zrozumieć, że niesprawiedliwie oceniał ojca i nadmiernie idealizował matkę. Autobiograficzny obraz odkrywania prawdy o zmarłym ojcu-oficerze napoleońskim przez syna wychowywanego w duchu rojalizmu przez rodzinę matki Hugo ukazał na kartach Nędzników w postaci Mariusza Pontmercy. W 1826 w wierszu Ode à la Colonne Hugo po raz pierwszy dał wyraz swojej fascynacji Napoleonem. Była ona nie tylko wynikiem prywatnej ewolucji światopoglądowej, ale i upowszechnianiu się podobnych postaw wśród młodych poetów i pisarzy.

### Aktywność literacka w latach Restauracji Burbonów

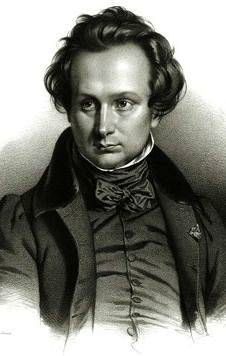
Victor Hugo w młodości

Lata 1826–1829 były okresem wzmożonej aktywności literackiej Victora Hugo. W 1826 wydał tomik Ody i ballady (w 1828 wydany ponownie i poszerzony), a w 1829 Poezje wschodnie. Pierwszy tom składał się z 23 wierszy o różnorodnej tematyce, w drugim dominowały utwory inspirowane motywami orientalnymi. W 1826 Hugo wydał także poszerzoną i uzupełnioną o wątek miłosny wersję swojej pierwszej powieści Bug-Jargal. Nie odniosła ona jednak spodziewanego sukcesu, gdyż jej popularność przyćmił po miesiącu Cinq-Mars Alfredy de Vigny.
Znaczące zainteresowanie i żywe dyskusje wywołała natomiast wydana w 1829 powieść Ostatni dzień skazańca utrzymana w formie pamiętnika mężczyzny skazanego na śmierć. W ten sposób Hugo w zdecydowany sposób potępiał karę śmierci. Liczba młodych twórców romantycznych szybko rosła, a Hugo cieszył się w tym środowisku coraz większym autorytetem. Sprzeciwiając się ograniczeniom nakładanym na prasę i twórczość literacką, odszedł ze środowiska ultrasów i zaczął wiązać się z liberałami.
Największe znaczenie miały jednak opublikowane przez Hugo w latach 1827–1829 dramaty. Dla młodego twórcy napisanie – po wierszach i tekstach prozatorskich – dramatu stanowiło dopełnienie dotychczasowej aktywności literackiej. W 1827 Hugo opublikował Cromwella, opatrzonego przedmową, w której wzywał do pełnej swobody w dramacie – zerwania z zasadami trzech jedności, łączenia konwencji komedii i tragedii, ukazywania bez przemilczeń scen brutalnych i krwawych. Z uwagi na swoje rozmiary (całość składała się z ponad 6 tys. wersów) Cromwell okazał się dramatem niescenicznym, przedmowa do niego osiągnęła znacznie większą popularność i uczyniła z Hugo, obok de Vigny’ego i Dumasa, jednego z przywódców nowego, romantycznego nurtu w teatrze. W 1829 Hugo ukończył pracę nad kolejnym dramatem, Marion Delorme. Nie uzyskał jednak zgody na jego wystawienie; zarzucono mu, że ukazując XVII-wieczny dwór Richelieu krytykuje w rzeczywistości dwór Karola X. Aby Hugo zmienił tematykę swoich prac, proponowano mu potrojenie stale otrzymywanej pensji królewskiej, młody literat nie przyjął jednak tej propozycji. Również klapą zakończyła się inscenizacja sztuki Amy Robsart, stanowiącej adaptację powieści Scotta Kenilworth i wystawionej pod nazwiskiem szwagra autora, Paula Fouchera.
Wobec braku perspektyw na wystawienie Marion Delorme, Hugo przystąpił do pracy nad kolejnym dramatem zatytułowanym Hernani. Oparty na motywie z literatury hiszpańskiej  tekst stosował w praktyce zasady swobodnego konstruowania dramatów postulowane przez Hugo w przedmowie do Cromwella. Tym razem sztuka została zaakceptowana przez cenzurę i zespół Komedii Francuskiej. W czasie prób, którymi osobiście kierował Hugo, dochodziło jednak do kolejnych konfliktów. Tradycjonalistycznie podchodzący do dramatu zespół aktorów sceptycznie podchodził do wskazówek Hugo i odmawiał wymawiania niektórych kwestii, uznanych za zbyt śmiałe. W czasie premiery dramatu na sali zgromadzili się zarówno obrońcy klasycyzmu w literaturze, jak i młodzi romantycy. Burzliwy przebieg kolejnych przedstawień dramatu, żywe reakcje publiczności i ożywione polemiki między obydwiema grupami twórców, w tym powstawanie parodii sztuki, przeszły do historii literatury francuskiej jako bitwa o Hernaniego . O sukcesie Hernaniego przeważył entuzjazm młodzieży studenckiej, która interpretowała dzieło jako protest przeciw wszelkim ograniczeniom dla wolności, społecznej i osobistej.

### Życie i działalność literacka w latach monarchii lipcowej

#### 1830–1840
Hugo nie wziął udziału w rewolucji lipcowej 27–29 lipca 1830, chociaż utożsamiał się z liberalną opozycją wobec Karola X. Stało się tak m.in. z powodów osobistych: 28 lipca 1830 przyszła na świat jego córka Adèle. Hugo był również zajęty tworzeniem powieści, do której napisania zobowiązał się, jednak zaniedbał pracę, zaprzątnięty dyskusjami wokół Hernaniego. W tym czasie ostatecznie odrzucił dawne rojalistyczne poglądy, wierzył jednak, że Francuzi nie byli jeszcze gotowi na proklamowanie republiki. Pozytywnie przyjął wstąpienie na tron Ludwika Filipa I; równocześnie w jego tekstach pojawiają się pierwsze wyrazy krytyki wobec burżuazji i sympatii wobec ludu. W listopadzie 1831 Hugo wydał tom poezji Jesienne liście.
Od września 1830 do lutego 1831 Hugo pracował nad powieścią Katedra Marii Panny w Paryżu, w której wyraził tę samą sympatię, ukazując utożsamiane z ludem postacie Quasimoda, żebraków oraz Esmeraldy. Na kształt tej powieści miały również wpływ doświadczenia pisarza z okresu tworzenia: ukazując niespełnioną miłość archidiakona Frolla do Esmeraldy i jego chorobliwą zazdrość, Hugo oddawał własną zazdrość o żonę, która w tym samym czasie blisko zaprzyjaźniła się z krytykiem Sainte-Beuve’em, a następnie została jego kochanką. Małżeństwo Hugo nie zostało rozwiązane, chociaż poeta faktycznie przestał kochać żonę; nie zerwał także kontaktów z Sainte-Beuve’em. Rodzina funkcjonowała nadal dzięki dzieciom. Hugo był czułym i oddanym ojcem, w czasie epidemii cholery w Paryżu w 1832 osobiście opiekował się chorym synem, motywy związane z dziećmi pojawiały się w jego twórczości.
25 listopada 1832 został wystawiony kolejny dramat historyczny Hugo: Król się bawi. Głośne protesty konserwatywnej publiczności i celowo zła gra aktorska sprawiły, że sztuka poniosła klęskę. Po jednym przedstawieniu została zakazana z powodu obrazy króla. Hugo usiłował sądownie wywalczyć cofnięcie zakazu, lecz przegrał. W związku z tym w styczniu dramatopisarz wystawił w teatrze Porte Saint-Martin dramatu prozą pt. Lukrecja Borgia; sztuka okazała się dużym sukcesem. W czasie prób poznał aktorkę Juliette Drouet, która grała w sztuce epizod. Kobieta została wkrótce jego kochanką. Na żądanie Hugo Drouet całkowicie zmieniła tryb życia (wcześniej była raczej kurtyzaną niż aktorką), porzuciła karierę sceniczną i żyła odtąd w całkowitym odosobnieniu. Początkowo kobieta nie chciała się z tym pogodzić i w 1834 wyjechała do rodzinnej Bretanii. By ją odzyskać, Hugo przerwał rodzinne wakacje w Roches. W tym momencie ich związek został scementowany i trwał kilkadziesiąt lat, za zgodą żony pisarza.
Aby móc pokryć długi zaciągnięte przez Juliette Drouet jeszcze przed ich spotkaniem, Hugo napisał kolejne dramaty i doprowadził do kolejnych wystawień Hernaniego i Marion Delorme. W 1834 opublikował Marię Tudor, w 1835 – Angela – tyrana Padwy. Hugo oddalił się od innych autorów romantycznych, którzy (jak de Vigny, de Lamartine i Nodier) publicznie krytykowali jego teksty. W 1837 opublikował tom wierszy Wewnętrzne głosy. Rok później, także z powodów finansowych, wystawił swój najbardziej znany dramat – Ruy Blasa. Zysk z jego publikacji zapewnił Hugo dobrobyt materialny, jak również pozwolił spełnić warunek cenzusu majątkowego wymagany do uzyskania biernego prawa wyborczego.
Inna niż w przypadku dramatów była geneza wydanej w 1834 krótkiej powieści Klaudiusz Nędzarz, opartej na faktach. Tytułowy bohater z głodu kradnie chleb, a osadzony w więzieniu zabija strażnika, za co zostaje skazany na śmierć i stracony. W powieści Hugo stawiał tezę, że przestępstwom ubogiego człowieka winne jest całe społeczeństwo, które zgadzało się na nędzę części jednostek. Temat nędzy zaczął w tym czasie coraz bardziej interesować pisarza. Z myślą o kolejnych dziełach Hugo odwiedzał więzienia i ubogie dzielnice Paryża. Kilka zaobserwowanych wówczas epizodów odtworzył następnie na kartach Nędzników.

#### 1840–1848
Hugo został przyjęty do Akademii Francuskiej w 1841 roku (wcześniej trzykrotnie kandydował bez powodzenia). W mowie wygłoszonej po akceptacji jego kandydatury stwierdził, że wierzy w „lud oświecony”, zjednoczony wokół wspólnego ideału republiki braterstwa. Aby doprowadzić do urzeczywistnienia się tego ideału, potrzebna jest pokojowa, uporządkowana i postępowa monarchia, sprzyjająca społecznej solidarności i wolności ducha. Treść mowy rozczarowała część słuchaczy, którzy oczekiwali słów bardziej radykalnych.
W tym samym roku Hugo wydał zbiór rozważań historyczno-politycznych nt. Niemiec zatytułowany Ren. Do jego napisania zainspirowała go podróż, jaką odbył w roku poprzednim. Pod wpływem podróży po Renie napisał także monumentalny dramat romantyczny Burgrabiowie, którego wystawienie okazało się klęską. Był to ostatni dramat napisany przez Hugo, który najprawdopodobniej zrezygnował z pisania dla teatru nie tylko pod wpływem rozczarowania, ale także z powodu przekonania, że jego wyobraźnia przekraczała ramy dramatycznych konwencji.
Od lipca 1842, tj. po śmierci księcia Orleańskiego, Hugo zaczął być regularnie zapraszany na spotkania z królem Ludwikiem Filipem, którego poruszyło przemówienie poety wygłoszone po tragicznym zgonie jego syna w imieniu akademików. Wizyty w pałacu zainspirowały Hugo do tworzenia cyklu krótkich literackich portretów przypadkowo spotkanych osób, opisywania rozmów na dworze i w Akademii. Tworzony w ten sposób luźny dziennik, wydany pośmiertnie pod tytułem Rzeczy widziane, jest znakomitym przykładem nieznanego jeszcze w XIX w. jako odrębny gatunek reportażu. Zachęcony przez żonę, pisarz zaczął również zapraszać do siebie ludzi z wysokiego towarzystwa, w tym innych parów Francji i polityków.
W 1842 starszej córce Hugo, Léopoldine, oświadczył się Charles Vacquerie, w którym dziewczyna była zakochana od dwóch lat. Pisarz z trudem zaakceptował ten związek; był bardzo związany z córką i ciężko przeżył fakt, że miała opuścić dom rodzinny. Swoje uczucia w tej sytuacji ukazał po latach w Nędznikach, opisując reakcję Jeana Valjeana na wiadomość o miłości Mariusza do Kozety. Ślub Léopoldine Hugo i Charlesa Vacquerie odbył się 14 lutego 1843, następnie małżonkowie udali się do Hawru. Hugo wyjechał natomiast na wakacje z Juliette Drouet i w czasie podróży dowiedział się z gazety o tragicznym wypadku córki i zięcia: oboje utonęli w Sekwanie w Villequier 4 września 1843. Śmierć ukochanej Léopoldine miała poważny wpływ na postawę religijną pisarza. W poprzednich latach uważał katolicyzm za zespół przebrzmiałych idei blisko związanych z równie nieaktualną koncepcją ustroju monarchicznego. Choć deklarował wiarę w Boga, twierdził równocześnie, że z przesłania Ewangelii wartość zachowało jedynie wezwanie do modlitwy i jałmużny. Po utracie córki modlitwa stała się w jego życiu jeszcze ważniejsza, bywał także przesądny.
13 kwietnia 1845 Ludwik Filip I mianował Victora Hugo parem Francji.
Na początku 1844 Hugo nawiązał romans z Léonie Biard, żoną znanego malarza. Z powodu tego związku kobieta wystąpiła w końcu tego samego roku o formalną separację z mężem, który zorientował się wówczas, że był zdradzany. Zgodziwszy się na separację, Biard nakazał śledzić żonę i w lipcu 1845 zastał ją razem z pisarzem w czasie „przestępczej rozmowy”. Léonie Biard została zatrzymana w więzieniu św. Łazarza, dokąd trafiały niewierne żony i prostytutki. Hugo uniknął aresztowania, gdyż chronił go immunitet para Francji. Do procesu o zdradę małżeńską nie doszło, gdyż żona Hugo oznajmiła, że mu wybacza, zaś król, który nie chciał kompromitacji pisarza, zamówił u Biarda szereg obrazów, co skłoniło malarza do wycofania skargi. Skandal obyczajowy został zażegnany, jednak Hugo stracił szanse na uzyskanie teki ministerialnej. Pisarz nie przestał po tym doświadczeniu interesować się innymi kobietami. W 1847 krótko romansował z aktorką Alice Ozy, o której względy rywalizował ze swoim synem Charles’em.
Victor Hugo aktywnie uczestniczył w obradach Izby Parów. W 1846 wygłosił mowę z apelem o łagodne potraktowanie organizatorów nieudanego zamachu na króla. Wypowiadał się w kwestii umożliwienia księciu Hieronimowi Bonaparte powrotu do Francji, przebiegu granicy państwa na Renie, jak również wzywał, by Francja wsparła aspiracje niepodległościowe Polaków.
Pod wpływem dramatycznych doświadczeń – śmierci córki, gwałtownego romansu z Biard i wynikłego z niego skandalu – Hugo po przerwie w twórczości (wywołanej zwiększoną aktywnością polityczną i towarzyską) przystąpił do pisania monumentalnej powieści zatytułowanej Nędze. Opracował jej ogólny plan i w ciągu kolejnych lat tworzył pojedyncze sceny i wątki. Był to początek pracy nad Nędznikami, ukończonymi dopiero w 1860, gdyż w 1848, w przededniu rewolucji lutowej, pisarz porzucił tworzoną powieść. Równocześnie Hugo pisał wiersze, jednak z powodu ich różnorodności tematycznej i formalnej nie publikował ich, gdyż nie mógłby stworzyć z nich jednego spójnego zbioru.
W 1848 na gruźlicę zmarła Claire, córka Juliette Drouet ze związku z malarzem Pradierem. Hugo szedł na czele jej konduktu pogrzebowego. Twórca wznowił także romans z Léonie, posługującą się teraz nazwiskiem panieńskim d’Aunet.

### Działalność w II Republice Francuskiej

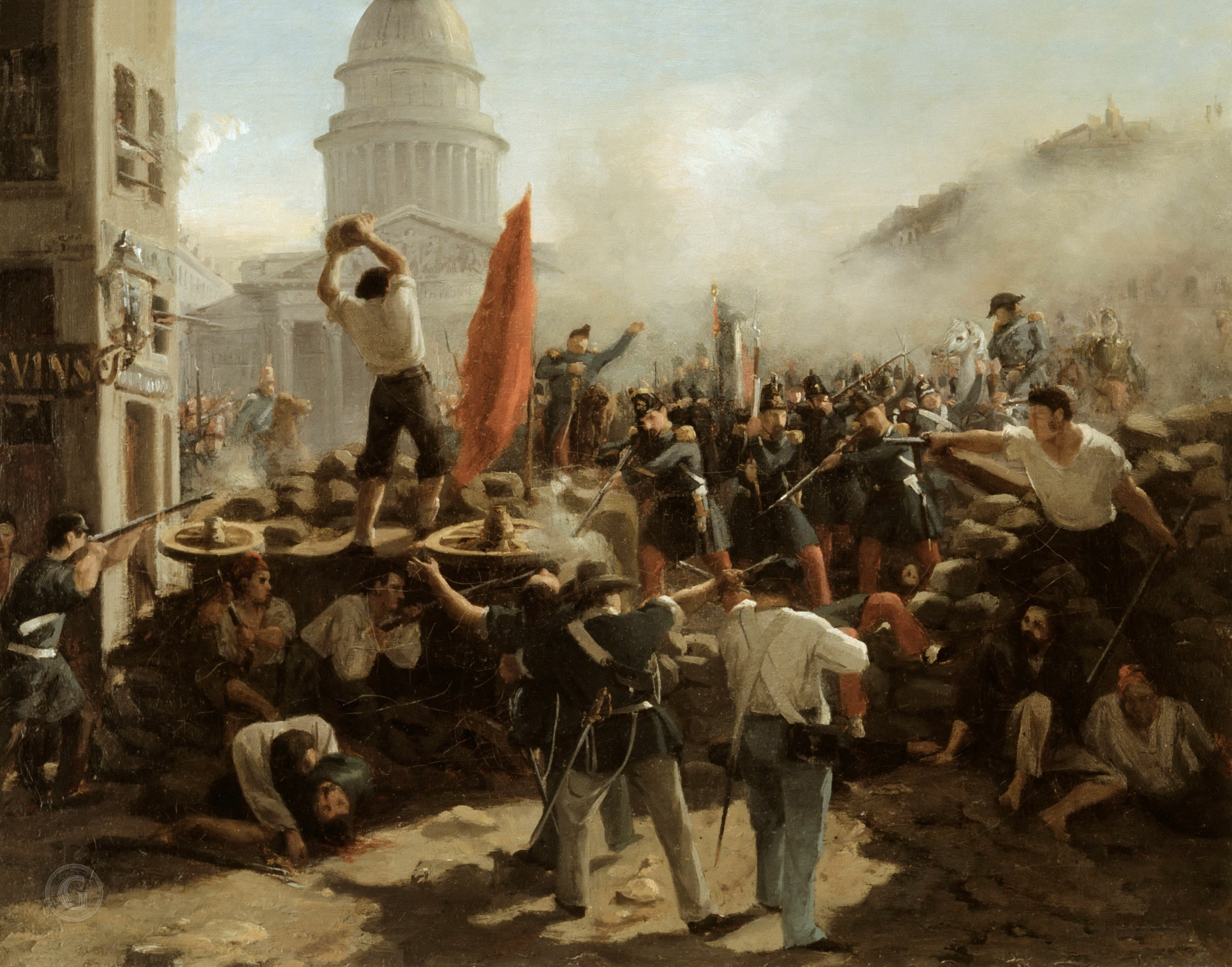
Barykada na ulicy Soufflot w Paryżu w czasie dni czerwcowych. Widok robotniczego wystąpienia i jego krwawego tłumienia wywarł na Hugo wielkie wrażenie

#### Parlamentarzysta
W przededniu rewolucji lutowej i wybuchu Wiosny Ludów, jak również w czasie pierwszych ludowych wystąpień, Victor Hugo deklarował poparcie dla liberalnej monarchii, uważał, że po abdykacji Ludwika Filip I władzę mógłby objąć jego syn, z matką jako regentką. 24 lutego 1848 bezskutecznie usiłował przedstawić taką propozycję w czasie ulicznej manifestacji. Negatywnie ocenił powstanie republiki, twierdząc, że jej proklamacja doprowadzi do nędzy, ruiny, a być może nawet wojny domowej. Odmówił także objęcia teki ministra edukacji publicznej, którą proponował mu Alphonse de Lamartine. Na początku czerwca tego samego roku został deputowanym do Zgromadzenia Narodowego, gdzie znalazł się na prawicy. Poparł zamknięcie Warsztatów Narodowych, jednak oburzyła go postawa gen. Louisa-Eugène’a Cavaignaka, który pozwolił na rozprzestrzenienie się buntu robotniczego (dni czerwcowe). Na czele delegacji parlamentarzystów udał się na barykady, by uprzedzić uczestników buntu o postanowieniach Zgromadzenia Narodowego, w tym o nadaniu Cavaignakowi nadzwyczajnych pełnomocnictw. Krwawe stłumienie powstania wywarło na nim wielkie wrażenie. Chociaż w parlamencie nadal formalnie należał do prawicy, coraz częściej głosował razem z lewicą: przeciwko ograniczeniu wolności prasy i powszechnego prawa do głosowania oraz przeciw deportacjom uczestników dni czerwcowych. Rząd uważał za niezdolny do jakichkolwiek konstruktywnych działań.
W lipcu 1848 Hugo zaczął wydawać dziennik L’Evénement, który politycznie sytuował się w centrum. Sam nie pisał do niego, firmując jedynie swoim nazwiskiem teksty swoich synów oraz ich przyjaciół Auguste’a Vacquerie’a oraz Paula Meurice’a. Od września tego samego roku Hugo stał się zwolennikiem Ludwika Napoleona Bonaparte, który w jego ocenie mógł urzeczywistnić idee postępu i pokoju społecznego. Pismo Hugo poparło kandydaturę Bonapartego w wyborach prezydenckich w grudniu 1848, które faktycznie zakończyły się jego zwycięstwem. Nadzieje pisarza nie spełniły się jednak. Chociaż Hugo uzyskał reelekcję w nowych wyborach parlamentarnych w 1849, przekonał się, że nowe Zgromadzenie Narodowe miało zdecydowanie bardziej prawicowy charakter. W oczach pisarza większość deputowanych reprezentowała klerykalne, obskuranckie poglądy, była zdeterminowana i brutalna w działaniu. 9 lipca 1849 Hugo w wielkiej mowie na forum parlamentu zarzucił deputowanym, że nie chcą podjąć realnej walki z nędzą w kraju, krytykował Zgromadzenie za represje wobec prasy i stowarzyszeń. W roku następnym Hugo wziął udział w dyskusji nad ustawą o systemie oświaty (tzw. prawo Falloux). Jako pierwszy w historii oznajmił wówczas, że każde dziecko ma prawo do bezpłatnego wykształcenia podstawowego przekazywanego przez świeckie państwo. Jego mowa została wygwizdana, a ustawa opracowana przez legitymistę de Falloux – przegłosowana. Swoje poglądy w tym czasie definiował następująco:

Liberał, socjalista, oddany ludowi, lecz jeszcze nie republikanin, mający jeszcze moc przesądów w stosunku do Rewolucji, a przecież nienawidzący stanu oblężenia, przesiedleń bez sądu i Cavaignaka z jego zakłamaną republiką wojskowych

Nie jest przy tym jasne, jak Hugo rozumiał pojęcie socjalizmu. Według D. Evansa i A. Schinza pisarz wierzył w sprawiedliwe rządy jednoosobowe „w imieniu ludu”. Zdaniem H. Hunta jego zapatrywania należałoby raczej definiować jako idealizm bliski koncepcjom Fouriera.
W tym samym roku doszło do poważnego kryzysu w relacjach Hugo z kobietami. Pisarz równocześnie pozostawał w związku z Juliette Drouet i romansował z Léonie d’Aunet. Podczas gdy Drouet nie wiedziała o kolejnej kochance, d’Aunet wiedziała, kim jest Drouet i postanowiła rozbić jej związek z Hugo, przekazując jej miłosne listy poety. Po tym wydarzeniu Hugo w 1851 postanowił zakończyć znajomość z d’Aunet i pozostać przy byłej aktorce.

#### W opozycji wobec Ludwika Napoleona Bonapartego

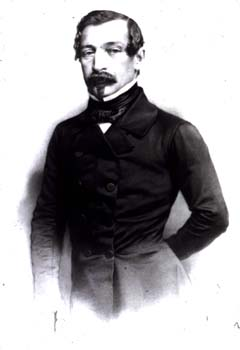
Ludwik Napoleon Bonaparte

Prezydent Ludwik Napoleon Bonaparte, za przyzwoleniem prawicowego Zgromadzenia Narodowego, stopniowo konsolidował swoją władzę: 31 maja 1851 ponownie wprowadzono cenzus majątkowy w głosowaniu. Nie mogąc kandydować kolejny raz w wyborach prezydenckich, prezydent niemal otwarcie przygotowywał zamach stanu. Hugo wielokrotnie poddawał jego działania ostrej krytyce z trybuny parlamentarnej, określając Bonapartego mianem „Napoleona małego”.
W momencie zamachu stanu Ludwika Napoleona Bonapartego 2 grudnia 1851 Hugo brał aktywny udział w organizowaniu zbrojnego oporu. Nawiązał kontakt z robotnikami z przedmieścia św. Antoniego, udawał się na nieliczne wzniesione na ulicach miasta barykady. 4 grudnia opór, który nie zdobył szerokiego poparcia, został ostatecznie stłumiony. Hugo, poszukiwany przez policję, ukrywał się najpierw u Juliette Drouet, a 11 grudnia wyjechał z Francji do Brukseli pod fałszywym nazwiskiem Jacques’a Firmina Lanvina, robotnika drukarskiego. 9 stycznia 1852 rząd Bonapartego oficjalnie wydalił go z kraju.

### Emigracja

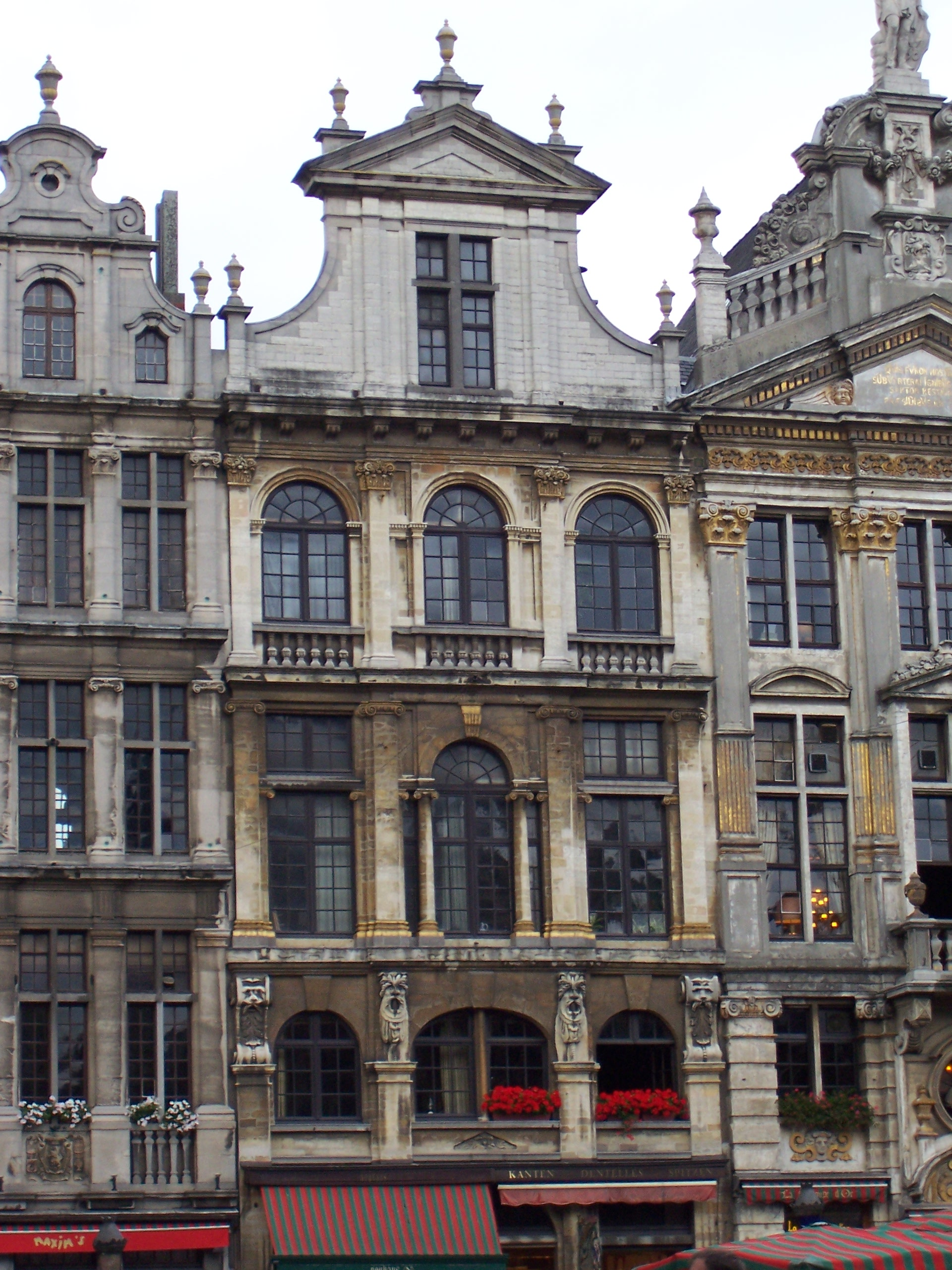
Jedno z miejsc pobytu Hugo podczas emigracji – dom w Brukseli, zwany Le Pigeon (Gołąb)

Hauteville House – dom Victora Hugo na Guernesey

Natychmiast po przyjeździe do Brukseli, dokąd wkrótce dotarła także Juliette Drouet, Hugo przystąpił do pisania pamfletu politycznego Historia zbrodni, opisującego genezę i przebieg zamachu stanu. Od żony z Paryża otrzymywał związane z tym wydarzeniem dokumenty, na miejscu zbierał wspomnienia emigrantów, którzy wyjechali z Francji po przewrocie. Zgromadził materiał zbyt obszerny, by móc go, zgodnie z pierwotnym planem, szybko opublikować. W maju 1852 wydał zatem pamflet Napoleon mały, będący jedynie portretem-karykaturą Bonapartego. Wydanie tego tekstu sprawiło, że władze belgijskie, dla zachowania dobrych stosunków z Francją, zapowiedziały wdrożenie zakazu podobnych publikacji. Pamflet, chociaż musiał być kolportowany w tajemnicy i był czytany na tajnych spotkaniach, zyskał szybko ogromną popularność.
W sierpniu 1852 Hugo przeniósł się na wyspę Jersey w archipelagu Wysp Normandzkich. Wyjechała tam również jego żona, dzieci i Auguste Vacquerie. Kilkunastoletni okres pobytu na Wyspach Normandzkich okazał się najważniejszy w jego twórczości.
Po zamieszkaniu w nowym miejscu Hugo przystąpił do pisania kolejnego dzieła wymierzonego przeciwko Ludwikowi Napoleonowi Bonaparte: tomu wierszy Chłosta. Najważniejsze zawarte w nim utwory powstały między kwietniem a czerwcem 1853. Była to poezja zaangażowana, satyra polityczna o wielkiej sile wyrazu.
W 1855 poeta ukończył tom wierszy o zupełnie odmiennym wydźwięku, Kontemplacje (Zamyślenia), w którym centralne miejsce zajmuje obraz tragicznie zmarłej córki Léopoldine, przywoływana jest także postać także zmarłej przedwcześnie Claire Pradier. Utwory zawarte w tomie powstały w większości w ciągu kilku poprzednich lat. Bolesne wspomnienia oraz ciekawość popchnęły Hugo do uczestnictwa w organizowanych przez panią de Girardin seansach spirytystycznych, które opisał w Les Tables tournantes de Jersey (Obracające się stoliki z Jersey). W październiku 1855 Hugo został zmuszony do wyjazdu z Jersey i przeprowadzki na sąsiednią wyspę Guernsey. Przewidując, iż rządy Napoleona III we Francji będą trwałe, za kwotę uzyskaną po publikacji Kontemplacji w 1856 poeta kupił na niej dom nazwany następnie Hauteville House. Zamieszkał tam z całą rodziną; na Guernsey przebywała również Juliette Drouet. Był jednym z nielicznych opozycjonistów, którzy nie chcieli skorzystać z amnestii. (Gdyby pozostał tylko jeden, będę właśnie nim). Niezależnie od tego Hugo pracował nad poematami Bóg i Zagłada Szatana, które zapowiedział już w 1856, w momencie wydania Kontemplacji. Nad pierwszym z utworów Hugo pracował przez wiele lat, jednak ostatecznie nie wydał go za życia: Bóg został opublikowany w 1891. Również projekt Zagłady Szatana ulegał wielokrotnym modyfikacjom i chociaż nieukończony wyszedł drukiem w 1886. Podobne były losy zainspirowanego przez twórczość La Fontaine’a poematu Osioł, napisanego w latach 1857–1858, następnie poszerzanego i wydanego ostatecznie w 1880 mimo niedopracowania.
W 1858 ciężko zachorowała Adèle Hugo. Po wyzdrowieniu coraz częściej wyjeżdżała do Francji; tryb życia prowadzony przez rodzinę na Guernsey całkowicie jej nie odpowiadał. Następnie z wyspy wyjechał Auguste Vacquerie, a w 1861 także syn pisarza Charles. W 1863 z Guernsey wyjechała również córka pisarza, która po zawarciu związku małżeńskiego wyjechała do Stanów Zjednoczonych. Stale funkcjonował natomiast związek poety z Juliette Drouet.
W 1854 Hugo powrócił do zarzuconej powieści Nędze, wybierając dla niej nowy tytuł – Nędznicy. I tym razem jednak nie ukończył pracy, zajmował się bowiem równolegle tworzeniem tomu Piosenki ulic i lasów oraz epopei Legenda wieków. W 1860, rok po publikacji epopei, Hugo postanowił skupić się wyłącznie na pisaniu Nędzników. Konkretyzował wątki opracowane już wcześniej, dopracowywał tło obyczajowe utworu. Zarówno Legenda wieków, jak i Nędznicy były dziełami o szczególnym znaczeniu dla dorobku Hugo. Wydana w 1862 powieść natychmiast osiągnęła ogromną popularność. Hugo uważał, że było to jedno z jego najważniejszych dzieł, jeśli nie tekst najważniejszy w ogóle. Legenda wieków, opublikowana trzy lata wcześniej, zebrała różne recenzje. W ocenie Barrère’a jest to najlepsze dzieło poetyckie Hugo.
W 1864 pisarz ukończył pracę nad obszernym esejem poświęconym postaci Wiliama Szekspira. Tekst ten miał być jedynie przedmową do przekładu opracowanego przez młodszego syna pisarza, stał się jednak dziełem samodzielnym, w którym obok refleksji związanych z postacią Szekspira Hugo przedstawia własną wizję zadań poety: „karmienia duszy”, kształcenia szerokich mas poprzez literaturę, ukazywania prawdy, by wychować ludzkość do prawdziwej demokracji. W 1865 Hugo wydał natomiast tom zatytułowany Piosenki ulic i lasów, zaś w 1867 zbiór dramatów pt. Teatr na wolności. W zbiorze znalazły się nigdy niepublikowane ani niewystawiane dramaty, przede wszystkim komedie, ukazujące problemy społeczne w bardziej pogodny sposób, niż powieści Hugo.
W latach 50. i 60. Hugo wielokrotnie zabierał głos w aktualnych sprawach politycznych i społecznych. Jego pierwszą wielką interwencją była obrona Johna Browna, któremu następnie poświęcił także wiersze. Protestował przeciwko tłumieniu powstania styczniowego w 1863, francuskiej interwencji w Meksyku w 1867, wspierał dążenia niepodległościowe Irlandczyków, głosił pochwałę działań Giuseppe Garibaldiego i bronił uczestników nieudanego powstania na Krecie. Korespondował z działaczami niepodległościowymi i lewicowymi z różnych krajów europejskich oraz z USA. Śledził przebieg wojny krymskiej. W dalszym ciągu tworzył poezję zaangażowaną, rozważał wydanie drugiego tomu takich wierszy, który stanowiłby kontynuację Chłosty. Ostatecznie zarzucił ten projekt, a opracowane utwory włączył do tomów Straszliwy rok, Cztery strony ducha, do kolejnych części Legendy wieków lub też zostały one wydane pośmiertnie.
W 1867, w czasie Wystawy Światowej w Paryżu, władze zgodziły się na ponownie wystawienie Hernaniego. Przedstawienia dramatu były ogromnym sukcesem, a młode pokolenie poetów uznało Hugo za swojego patrona. Rok wcześniej publiczność przyjęła równie pozytywnie kolejną powieść pisarza, Pracowników morza. Było to pierwsze dzieło Hugo, którego akcja rozgrywała się na Wyspach Normandzkich, historia nieszczęśliwej miłości genialnego i odważnego samotnika Gilliatta do pięknej, lecz obojętnej Deruchetty. Odbiorcy dostrzegali jednak nie tyle filozoficzną treść utworu, ale skupiali się na wątku przygodowym, słynna stała się scena walki Gilliatta z ośmiornicą.
W 1866 żona i wieloletnia kochanka Hugo pogodziły się i Juliette Drouet mogła już zupełnie otwarcie uczestniczyć w życiu rodziny. Dwa lata później Adèle Hugo zmarła w Brukseli na apopleksję. Zgodnie ze swoim życzeniem została pochowana w Villequier, obok tragicznie zmarłej córki. Hugo nie wziął udziału w pogrzebie, a jedynie odprowadził trumnę do granicy francuskiej.
W 1869 Hugo wydał powieść Człowiek śmiechu. Dzieło to zostało przyjęte znacznie chłodniej niż Pracownicy morza. Fabułę utworu uznano za zbyt nieprawdopodobną i mroczną, nie zaakceptowano także rewolucyjnego przesłania tekstu. W powieści tej, opowiadającej o XVII-wiecznej Anglii, Hugo stwierdzał, że mimo minionych rewolucji na świecie nadal istnieją nędza i ignorancja. W Człowieku śmiechu silnie były ponownie motywy autobiograficzne: nawiązania do doświadczeń pisarza jako parlamentarzysty, do jego romansów, jak również do jego własnej twórczości teatralnej.
W latach 60. XIX wieku odbył liczne wyprawy turystyczne do Luksemburga i do niemieckiej Nadrenii (1862, 1863, 1864, 1865).

### Działalność we Francji

#### Powrót do kraju

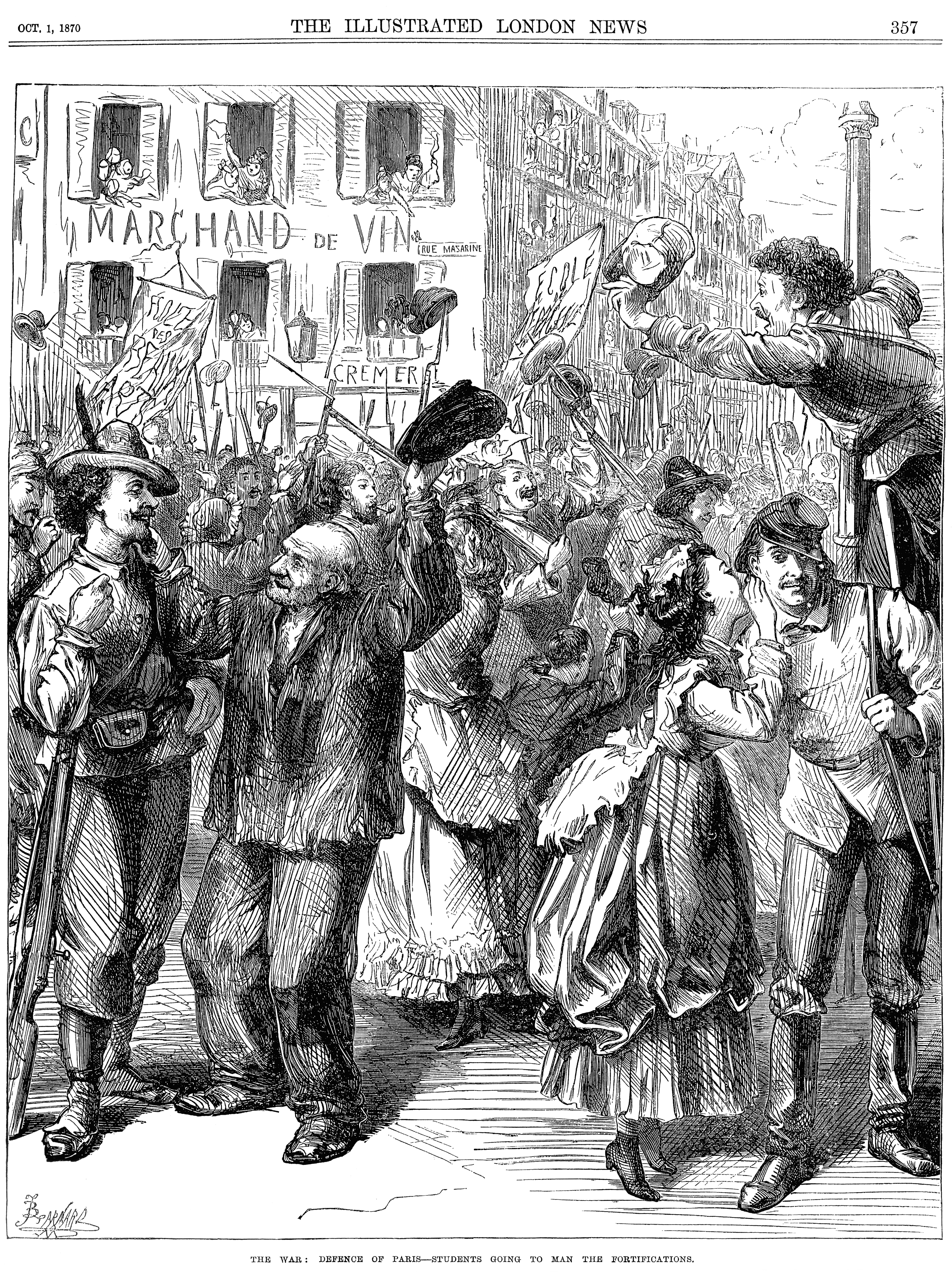
Studenci udają się na barykady w oblężonym Paryżu. Victor Hugo prowadził w mieście aktywną działalność polityczną, wzywając do oporu i jedności społecznej

Hugo wrócił do ojczyzny dzień po klęsce Francji w bitwie pod Sedanem w wojnie francusko-pruskiej i upadku II Cesarstwa. Na dworcu w Paryżu został entuzjastycznie powitany przez wielotysięczny tłum, który wznosił okrzyki na jego cześć, recytował fragmenty wierszy z Chłosty, śpiewał Marsyliankę i Pieśń wymarszu. Podczas gdy nikt z ramienia władz oficjalnie nie przyjmował Hugo, w kolejnych dniach nadal spotykał się z wyrazami podziwu dla swojej osoby. Jego popularność wśród paryżan była bezprecedensowa, a o spotkanie z nim zabiegał nawet jeden z członków Rządu Tymczasowego. Z Hugo spotykali się oficerowie, artyści, uznani politycy i dotąd mało rozpoznawalni aktywiści. Imieniem Hugo nazwano dawny bulwar Haussmanna, został on także patronem jednego z przytułków dla sierot, balonu pocztowego oraz zakupionej ze składek ludowych armaty. Inne działo otrzymało imię Chłosta, a tom wierszy pod tym samym tytułem został wznowiony i w samym Paryżu rozszedł się w 20 tys. egzemplarzy.

#### Działalność w czasie oblężenia Paryża
Hugo silnie zaangażował się w życie polityczne w oblężonym Paryżu. 17 października 1870 wydał apel do mieszkańców Paryża, wzywając do oporu wobec wojsk pruskich i do jedności narodowej w obliczu wroga. 17 września roku następnego w kolejnej proklamacji wzywał wszystkich Francuzów do walki z wrogiem w każdym miejscu. Wspierał wysiłek rządu na rzecz organizacji oporu poza Paryżem, wypowiedział się negatywnie przeciw pierwszej próbie zawiązania niezależnej od reszty kraju Komuny Paryża, chociaż pozostawał w bliskich kontaktach z politykami zaangażowanymi w nią (Auguste Blanqui, Gustave Flourens); twierdził, że krok ten doprowadziłby do wojny domowej. 28 stycznia 1871 Hugo zdobył mandat deputowanego Zgromadzenia Narodowego, startując z pierwszego miejsca na liście republikanów w okręgu paryskim. Wziął jednak w obradach parlamentu w Bordeaux tylko w lutym, 8 marca zrzekł się mandatu, zniechęcony jego monarchistycznym składem i błyskawicznym podpisaniem pokoju z Prusami, w ramach którego Francja oddała Alzację i Lotaryngię. Wrócił wówczas do Paryża. 13 marca nagle zmarł syn pisarza, Charles. Natychmiast po jego pogrzebie Hugo ponownie wyjechał do Brukseli.

#### Pobyt w Brukseli i Luksemburgu
Hugo śledził wiadomości napływające z Paryża. Po ukonstytuowaniu się Komuny Paryskiej uznał ją za przykład „wojny społecznej”, toczonej przez jedne warstwy społeczne przeciwko innym. Nie poparł bezkrytycznie komunardów, lecz począwszy od 26 marca 1871 wyraźnie z nimi sympatyzował. Krytykując wzięcie przez komunardów zakładników, podnosił, że w konflikcie z rządem poważne błędy popełniły obie strony, przy czym to błędy rządu były zbrodniami. Już po upadku ruchu stwierdził, że Komuna była „dobrą rzeczą źle zrobioną”. 25 maja, w czasie Krwawego Tygodnia, gdy rząd belgijski odmówił azylu politycznego represjonowanym uczestnikom Komuny Paryskiej, Victor Hugo oznajmił, że przyjmie każdego komunarda we własnym domu. W nocy z 27 na 28 maja jego dom został obrzucony kamieniami przez setkę ludzi domagających się jego śmierci. Policja belgijska nie interweniowała, a dwa dni później pisarz otrzymał nakaz wyjazdu z kraju.
Schronienie na okres 3,5 miesiąca (1 czerwca – 23 września) znalazł w Luksemburgu. Mieszkał w mieście Luksemburg, w Vianden (2,5 miesiąca), w Diekirch i w Mondorf, gdzie leczył się w miejscowym uzdrowisku. Stale występował publicznie w obronie komunardów, wzywając rząd do ogłoszenia amnestii, zaprzestania egzekucji i deportacji do Nowej Kaledonii. Jego postawa została zaatakowana przez część francuskiego środowiska literackiego (Leconte de Lisle, Barbey d’Aurevilly), którzy zarzucali mu nawet zdradę Francji.
W Luksemburgu Hugo pracował nad wierszami, które następnie opublikował w tomie Straszliwy rok, zajmował się także rysunkiem. Do Paryża postanowił wrócić 22 września na wieść o skazaniu na deportację radykalnego publicysty i uczestnika Komuny Paryskiej Henriego de Rocheforta.

#### Powrót do Francji, drugi wyjazd na Guernsey i ostatnie lata w Paryżu
Na przełomie 1871 i 1872 kontynuował wysiłki na rzecz ratowania de Rocheforta przed deportacją, działał także na rzecz poprawy warunków, w jakich odbywali zasądzone kary komunardzi i wstawiał się za Louise Michel, której także poświęcił wiersz. W 1872 ponownie spotkał się ze swoją młodszą córką, przybyłą z Barbadosu. Chora psychicznie Adèle została oddana do przytułku w Saint-Mandé. W lipcu 1871 i w styczniu 1872 Hugo bez powodzenia kandydował w wyborach parlamentarnych. Jeszcze w tym samym roku przygnębiony sytuacją polityczną i rodzinną Hugo postanowił wrócić na Guernsey. Początkowo mieszkał tam z wdową po swoim synu Charlesie i jej dziećmi Georges’em i Jeanne, do których był niezwykle przywiązany, a następnie tylko z Juliette Drouet. Z energią przystąpił do pracy nad powieścią Rok dziewięćdziesiąty trzeci, której akcja rozgrywała się podczas rewolucji francuskiej. Koncept utworu powstał kilka lat wcześniej, jednak wydarzenia Komuny Paryskiej szczególnie zmobilizowały Hugo do pracy, gdyż uznał temat za szczególnie aktualny. Powieść została ukończona w 1873. Po zakończeniu pisania Hugo wrócił 31 lipca 1873 do Paryża. W grudniu tego samego roku na gruźlicę zmarł jego młodszy syn. Od 1874 żył razem z Juliette Drouet, synową i wnukami, którymi opiekował się z czułością i wielkim zaangażowaniem. Z tego okresu pochodzą wiersze z tomu Sztuka bycia dziadkiem, napisane pod wpływem zabaw z dziećmi.
Starzejący się Hugo na początku lat 70. XIX w. nawiązał swoje ostatnie romanse – z Judith Gautier, której poświęcił jedyne w swoim dorobku poetyckim sonety, oraz z Blanche Lanvin, którą poznał w 1873 i z którą spotykał się przez sześć lat mimo zazdrości Juliette Drouet. Razem z Drouet prowadził salon towarzyski odwiedzany m.in. przez Flauberta, Clemenceau, Blanka, Gambettę, braci Goncourtów. 30 stycznia 1876 został senatorem; w tym samym roku zgłosił pod głosowanie projekt pełnej amnestii dla komunardów, który poparło jednak tylko dziesięciu deputowanych. W senacie znalazł się w grupie deputowanych lewicowych. Brał udział w walce politycznej parlamentu z monarchistycznym prezydentem, marsz. Patrice’em Mac-Mahonem. Równocześnie kończył pracę nad porzuconą w 1852 Historią zbrodni, którą ostatecznie opublikował w 1877. W III Republice stał się żywą legendą, był powszechnie podziwiany. W dniu jego 80. urodzin pod jego domem spontanicznie zgromadziło się 600 tys. ludzi. Za życia nadano jego imię części ulicy, przy której mieszkał. Dzięki kolejnym wydaniom wierszy i prozy, a także nowym inscenizacjom jego dramatów, zgromadził również znaczny majątek, 7 mln franków.
28 czerwca 1878 doznał udaru mózgu, po którym wyjechał z partnerką na krótko na Guernsey. Nie tworzył już nowych tekstów, lecz nadal przygotowywał do publikacji starsze utwory. Cztery lata później po 50 latach ponownie wystawiony został jego dramat Król się bawi.
11 maja 1883 na raka żołądka zmarła Juliette Drouet. Hugo, za radą swojego otoczenia, nie wziął udziału w pogrzebie. W tym samym roku odbył ostatnią większą podróż – do Szwajcarii. Rok później po raz ostatni pokazał się publicznie, oglądając Statuę Wolności.

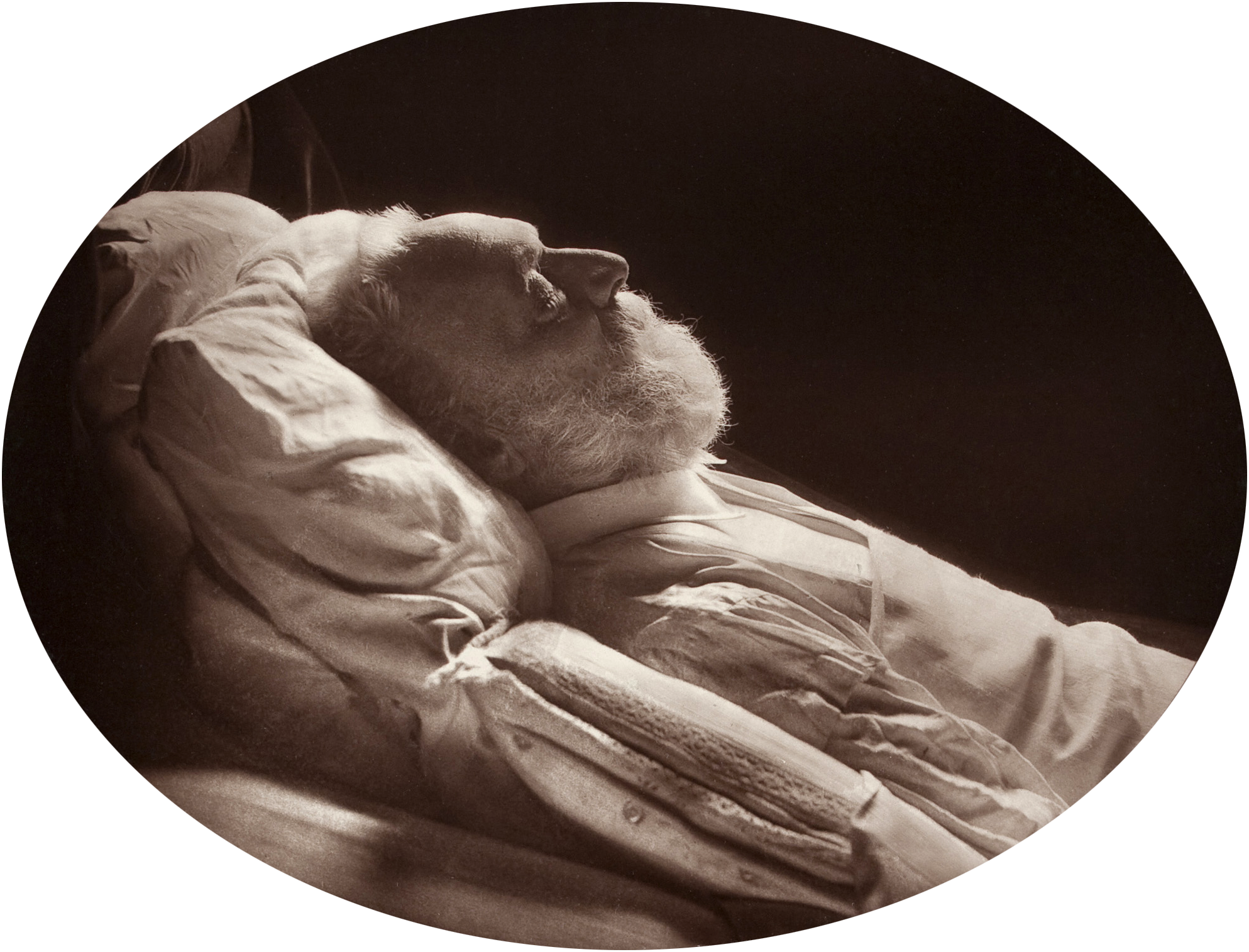
Hugo na łożu śmierci (fotografia wykonana przez Nadara)

Hugo zmarł 22 maja 1885. Ostatnie słowa pisarza brzmiały: Widzę czarne światło. To tu jest walka dnia i nocy... Zgodnie ze swoją ostatnią wolą, został przewieziony karawanem dla biednych do paryskiego Panteonu i tam pochowany (zgodnie z decyzją rządu i parlamentu); wcześniej jego trumna była wystawiona przez kilkanaście dni pod Łukiem Triumfalnym. W pogrzebie wzięło udział 2 mln ludzi.
Auguste Vacquerie i Paul Meurice zajęli się pośmiertną edycją dwóch tomów poezji Hugo – Toute la Lyre i Dernière Gerbe, wydanych odpowiednio w 1888 i 1902. W 1890 i 1892 wydawane były listy z podróży Alpy i Pireneje oraz Francja i Belgia, bliskie konwencji reportażu. W 1942 w tomie Ocean wydane zostały nieznane dotąd wiersze. Prace nad uporządkowaniem rękopisów Hugo nie zostały jednak wówczas doprowadzone do końca. Zadania tego podjęli się dopiero twórcy nowej edycji tekstów tego autora wydawanej od 1970 pod kierunkiem Jeana Massina.

## Twórczość
W całej twórczości Hugo, niezależnie od rodzaju literackiego, przewijają się zbliżone motywy i tematy. W Ostatnim dniu skazańca pisarz występuje z pierwszą zdecydowaną krytyką panujących stosunków społecznych i krzywdy, która spotyka niektórych jego członków.
Powracającym tematem dzieł Hugo jest motyw odrzucenia społecznego z powodu inności. W różny sposób temat ten realizowany jest poprzez kreację postaci Bug-Jargala, Quasimoda z Katedry Marii Panny w Paryżu, Valjeana z Nędzników i Gwynplaine’a z Człowieka śmiechu.
Wczesne dzieła Hugo cechuje silny fatalizm – zły los na równi z niesprawiedliwymi relacjami społecznymi staje się przyczyną klęski i nieszczęścia bohaterów. Motyw ten silny jest w pisanych w latach 20. i 30. dramatach oraz w powieści Katedra Marii Panny w Paryżu, gdzie symbolem nieubłaganego przeznaczenia staje się sama tytułowa świątynia górująca nad postaciami.

### Powieści

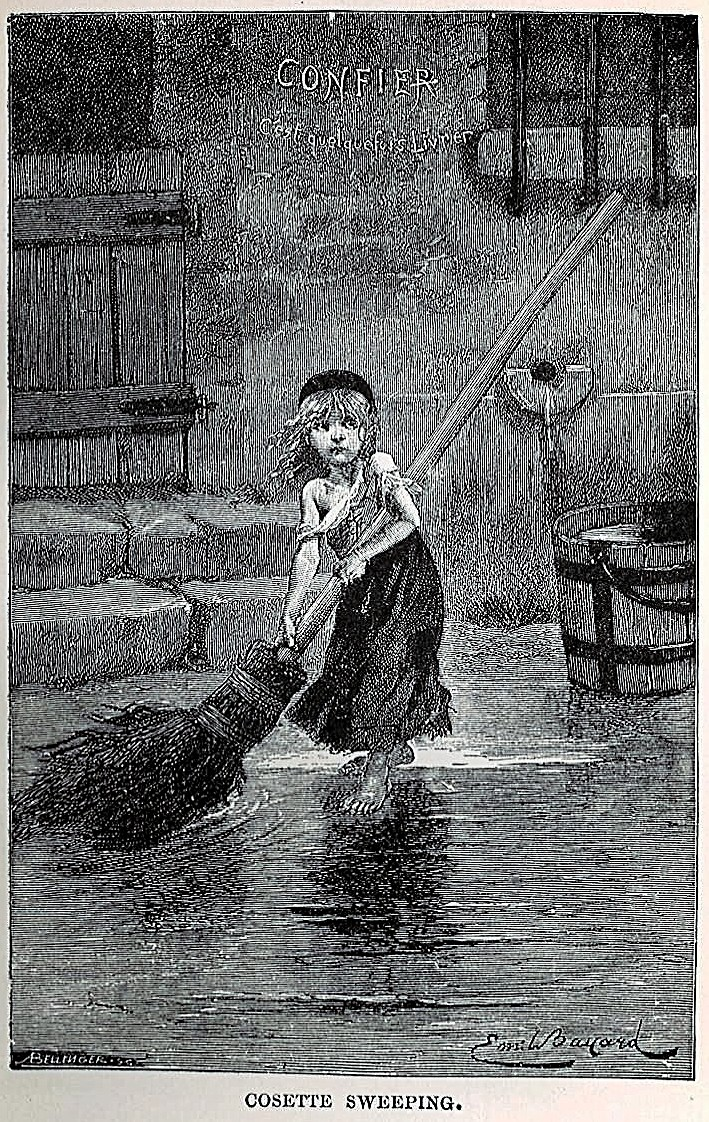
Cosette – ilustracja Émile’a Bayarda do Nędzników

Pierwszą powieść, zatytułowaną Bug-Jargal, Hugo napisał w wieku szesnastu lat. Kolejnym dziełem tego samego gatunku była powieść grozy w modnym w momencie napisania stylu frenetycznego romantyzmu – Han z Islandii. Zupełnie odmienny charakter miał Ostatni dzień skazańca, łączący cechy powieści i eseju, utwór-protest przeciwko karze śmierci. Od dzieła tego datuje się moralne i społeczne zaangażowanie pisarza na kartach powieści. Wyrazem tego był wydany w 1830 Klaudiusz Nędzarz, w którym Hugo sprzeciwiał się niezawinionej nędzy. Prawdziwy rozgłos zdobyła jednak dopiero opublikowana w 1831 Katedra Marii Panny w Paryżu, która rok po bitwie o Hernaniego ugruntowała sławę młodego twórcy. W utworze tym powraca oskarżenie pod adresem niesprawiedliwego i bezwzględnego społeczeństwa, w których jedni ludzie (reprezentowani przez archidiakona Frollo i kapitana Febusa) krzywdzą drugich (wykluczonych i padających ofiarą niezasłużonych prześladowań reprezentują Esmeralda i Quasimodo). Powieść ta również nawiązywała do stylu Scotta, zawarto w niej szereg doskonale skomponowanych scen oraz opisów. Jest to romantyczna powieść historyczna, o której znaczeniu decyduje monumentalny obraz katedry paryskiej i opis Paryża w XV stuleciu – niewielką wartość ma zarówno sztuczna i słabo zarysowana fabuła, jak i ograniczony rysunek psychologiczny postaci.
Do twórczości powieściowej Hugo wrócił po kilku latach intensywnej pracy poetyckiej. W 1862 ukończył i wydał projektowaną od 1848 powieść Nędznicy. Ten wielowątkowy utwór, podobnie jak wydana trzy lata wcześniej Legenda wieków, na przykładzie historii galernika Jeana Valjeana, ukazywał drogę od zła do dobra, przedstawiał siłę wiary i dawał świadectwo umiłowaniu sprawiedliwości. Wartość dzieła podnoszą także szczegółowe i sugestywne opisy miejsc i sytuacji, w tym obraz powstania republikańskiego w Paryżu w 1832. Nędznicy łączą cechy powieści lirycznej, filozoficznej, symbolicznej i realistycznej, uzupełnionej o odautorskie rozważania i dygresje. Wbrew tendencjom w rozwoju powieści francuskiej jest to dzieło czerpiące z romantyzmu.
Kolejną powieścią byli wydani cztery lata po Nędznikach Pracownicy morza. Pod wpływem codziennych doświadczeń i obserwacji związanych z życiem na Guernsey Hugo uczynił jej głównym wątkiem udaną próbę sprowadzenia do portu zniszczonego statku parowego. Dokonuje jej Gilliatt, wykluczony z miejscowej społeczności dziwak o szlachetnym sercu. Znacznie mniej znana jest wydana w 1869 powieść Człowiek śmiechu, osadzona w siedemnastowiecznej Anglii. Motyw niesprawiedliwości społecznej i ludzkiej krzywdy zostaje w niej zrealizowany w postaciach trójki bohaterów: okaleczonego w dzieciństwie Gwynplaine’a, bohatera tytułowego, niewidomej Dei i Ursusa, samotnika i brzuchomówcy. Powieść w metaforyczny sposób przedstawia zakończoną klęską walkę ludu o swoje prawa, jednak symbolika utworu jest znacznie szersza, a surrealizm wizji dodatkowo utrudnia odbiór tekstu.
Ostatnią powieść, Rok dziewięćdziesiąty trzeci, Hugo poświęcił rewolucji francuskiej. Powrócił w niej temat walki sprawiedliwości ludzkiej, wyrażanej przez prawo, z boską (zasada miłosierdzia i przebaczenia win). Pisarz ograniczył liczbę poruszanych w tekście wątków na rzecz skupienia się na obrazie potęgi rewolucyjnego Konwentu i tragicznego konfliktu między trójką bohaterów.

### Dramaty

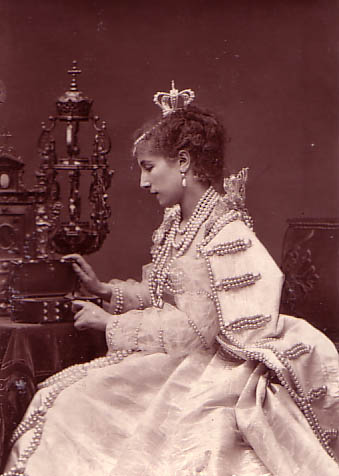
Sarah Bernhardt w roli królowej w Ruy Blasie

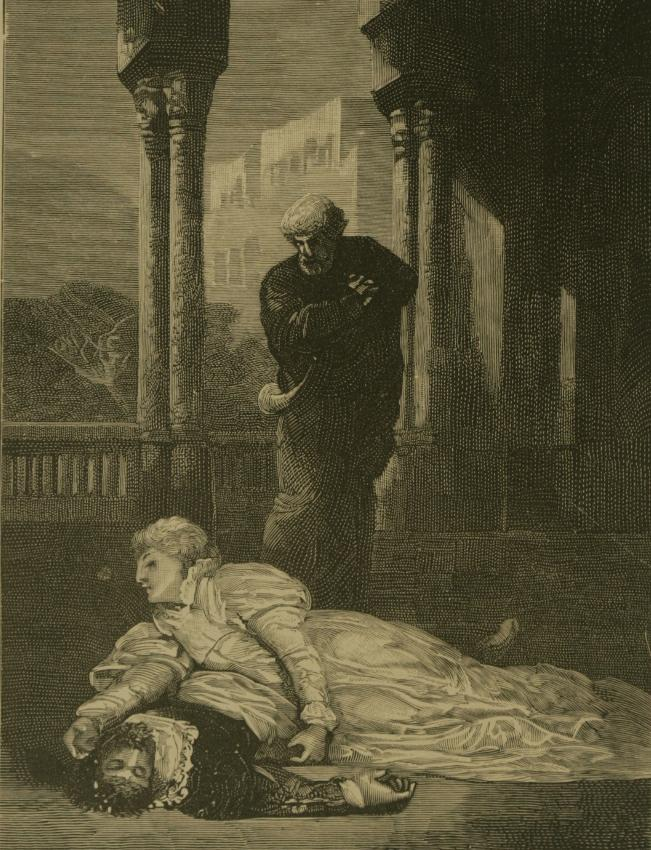
Hernani, scena finałowa

Twórczość dramatyczna Victora Hugo z okresu monarchii lipcowej jest przez krytyków i historyków literatury oceniana dość nisko. Według Gustave’a Lansona jedynie dramaty wierszowane zasługują na uwagę i powinny być traktowane jako „zbiory poetyckie, w których poszczególne utwory są powiązane nicią intrygi”. Wartościowe są w nich – z uwagi na walory poetyckie – jedynie pojedyncze fragmenty, podczas gdy całe dramaty cechuje brak zmysłu teatralnego, niezręczne i nieprawdopodobne wątki, jednowymiarowe postaci, brak całościowych wizji miejsca akcji (poza Ruy Blasem i Burgrabiami, w których Hugo umieścił obrazy znanych mu Hiszpanii i Nadrenii), nadmiar typowych dla romantyzmu melodramatycznych rekwizytów. Sztuki teatralne Hugo budował, wykorzystując proste i mało prawdopodobne antytezy, tworząc postaci okrutnego błazna, który jest zarazem czułym ojcem (Trybulet z Król się bawi) czy szlachetnego w swoim postępowaniu łotrzyka (tytułowy bohater Hernaniego). Szczególnie chętnie powtarzał wzorzec bohatera prześladowanego przez zły los, rozczarowanego życiem i ponurego. Los postaci z dramatów Hugo jest przesądzony od samego początku dzieła, a nawet w przypadku, gdy przeżywają oni moralne dylematy, ich patetyczne wywody nie przekazują widzowi obrazu prawdziwych uczuć. Sukces sztuk Hugo możliwy jest tylko wtedy, gdy główne role w nich odgrywają wybitni aktorzy.
Mimo to Victor Hugo zajmuje stałe miejsce w historii dramatu francuskiego dzięki przedmowie do Cromwella, w której przedstawił swoją, żywo następnie dyskutowaną, koncepcję dramatu romantycznego i stał się przywódcą nurtu romantycznego w literaturze. Sugerował w niej pisanie dramatów wyłącznie wierszem, na wzór szekspirowski, oddając bogactwem stylu złożoność życia. Domagał się odejścia od sztywnego podziału na tragedie i komedie, by motywy komiczne i groteskowe mogły współistnieć z tragizmem. Sam Cromwell, dramat niesceniczny z uwagi na rozmiary, zyskuje uznanie krytyki dzięki oryginalności i sile wyrazu. Najlepszym dramatem Hugo jest Ruy Blas.
Dramaty Hugo pisane w okresie monarchii lipcowej w zamyśle autora miały przekazywać jego poglądy polityczne i społeczne. Ich wykładu dokonywał każdorazowo w przedmowach do sztuk. Świadomym zabiegiem była również różnorodność miejsc akcji dramatycznej (Włochy, Anglia, Niemcy, Hiszpania) – pisarz pragnął przekazać jak najwięcej o dylematach i uczuciach człowieka, kreując bohaterów z różnych obszarów.
W 1843 roku mocno dotknęła go porażka Burgrabiów, utworu słabego literacko z uwagi na „epicką przesadę graniczącą ze śmiesznością”. Emigracja z Francji i skupienie się na twórczości poetyckiej i powieściowej sprawiły, że Hugo przestał po tej dacie tworzyć na potrzeby sceny. Nie stracił jednak całkowicie zainteresowania dramatem – na wygnaniu opracował tom pełnych fantazji, bliskich stylistyce farsy sztuk zatytułowany Teatr na wolności. Utwory te nie były tworzone z myślą o wystawieniu. Ostatni dramat Hugo, napisany w 1869 i ogłoszony trzynaście lat później Torquemada, poruszał temat fanatyzmu religijnego i pozostawał w ścisłym związku z poezją Hugo z ostatnich lat życia. Dopiero w 1934 wydany został napisany prozą dramat Tysiąc franków nagrody, związany z Teatrem na wolności.

### Poezja
Krytyk i historyk literatury francuskiej Gustave Lanson następująco podsumował twórczość poetycką Hugo:

Wrażliwość jego jest ograniczona (miłość rodzinna, współczucie dla wydziedziczonych), inteligencja mało klarowna, lecz namiętnie oddana wielkim sprawom, wyobraźnia niebywale bogata i potężna stanowi jego dominującą cechę

Twórczość Hugo miała ogromne znaczenie dla rozwoju literatury francuskiej. Z jego doświadczeń korzystali późniejsi twórcy, od Baudelaire’a od Apollinaire’a. Jego wiersze odnowiły poezję francuskojęzyczną – pojawiły się w momencie, gdy dotychczas obowiązujące konwencje klasycystyczne uległy skostnieniu i przestały stanowić podstawę dla nowatorskich tekstów. Poeta mistrzowsko panował nad językiem i umiał wykorzystać artystyczne możliwości wersyfikacji. Jego ulubionymi środkami stylistycznymi były metafory i antytezy. Są one wykorzystywane praktycznie w każdym utworze i realizowane w różny sposób. Antytezy Hugo mogą wyrażać się w łączeniu w jednym tekście elementów lirycznych i narracyjnych, realistycznych scen i wizji fantastycznych, przekształcaniu obrazów przedmiotów pospolitych w głębokie i metafizyczne metafory, przechodzenie od wstrząsających scen przemocy do sielankowych obrazów natury. W zakresie metafory i bogactwa słownictwa Victor Hugo należy do najwybitniejszych twórców francuskojęzycznych. Jego wyobraźnia twórcza ma charakter w pierwszym rzędzie wizualny.
W całej twórczości poetyckiej Hugo zauważalne są wspólne cechy i tematy. Najważniejsze uczucia wyrażane w jego utworach to miłość do rodziny (zwłaszcza dzieci i wnuków) oraz współczucie dla wykluczonych i skrzywdzonych ludzi, przechodzące w umiłowanie i troskę wobec całej ludzkości. W swoich wierszach Hugo nie definiuje idei i nie przeprowadza logicznych rozumowań – zamiast tego, rozpatrując zagadnienia filozoficzne i rozważając problemy uniwersalne, tworzy wizje (porównywane przez Lansona do halucynacji). Jego poezja nie jest dydaktyczna, lecz stanowi ciąg kojarzonych ze sobą obrazów. Równocześnie opisując przyrodę lub różne przedmioty Hugo często nadaje im metaforyczne i metafizyczne znaczenie. Początkowy temat utworu odchodzi wówczas na drugi plan, powstaje mit. Umiłowanie postępu, sprawiedliwości, demokracji, miłosierdzia i dobroci dodają jego poezji uniwersalizmu, sprawiają, że Hugo wyraża nie tylko własne marzenia i aspiracje.

#### Młodość
Victor Hugo zaczął tworzyć poezję jako nastoletni uczeń. Jego pierwszy tom Ody i wiersze różne został opublikowany w 1822. Zawarte w nim wiersze zachowywały klasyczną formę, jednak da się w nim zauważyć typową dla Hugo niezmiernie bogatą wyobraźnię, elementy inspirowane wydarzeniami z jego życia oraz dostrzeżone w poezji André de Chéniera przerzutnie. Tematyka utworów była przede wszystkim polityczna. W kolejnych latach talent Hugo rozwijał się pod wpływem kontaktów ze środowiskiem młodych romantyków oraz regularnemu uczestnictwu w wystawach sztuki. Jego poezja stała się bardziej obrazowa – tendencja ta widoczna jest już w tomie Nowe ody z 1824, a dominuje w tomie Ody i ballady z 1826 (wydanie poszerzone, gromadzące cały dotychczasowy dorobek poetycki Hugo, wyszło dwa lata później). W tomie tym Hugo zawarł wiersze, w których eksperymentował z metrum i strofą, wprowadził także motywy średniowieczne, a w balladach także fantastyczne. W przedmowie do ostatniego wydania poeta domagał się całkowitej swobody twórczej. Rok po Odach i balladach wydane zostały Poezje wschodnie, również zaliczane przez krytykę do wczesnej poezji Hugo, wartościowej nie z uwagi na głębię i oryginalność refleksji twórczej, ale dzięki kunsztownej formie wierszy i potędze wyobraźni młodego autora. W Poezjach wschodnich znalazły się wiersze oparte na popularnych wśród romantyków motywach orientalnych, teksty inspirowane wojną i niepodległość Grecji oraz wiersze różne (niektóre były już publikowane w poprzednim tomie), w tym kilka poświęconych pamięci Napoleona. Postać ta została poddana szczególnej idealizacji, jej apoteozie towarzyszy obrona wolności. Od Poezji wschodnich datuje się również swobodne łączenie ze sobą elementów realistycznych i nierealnych, które stanie się typowe dla poezji Hugo.

#### Poezja lat monarchii lipcowej
W 1831 Hugo wydał tom Jesienne liście, w którym zwrócił się ku tematom inspirowanym życiem prywatnym i rodzinnym. Do tematyki politycznej powrócił w Pieśniach zmierzchu z 1835. Głosy wewnętrzne, opublikowane dwa lata później, stanowiły zwrot ku problematyce filozoficznej. W zawartych w tomie wierszach Hugo zadawał pytania o wiarę, cel życia, sens egzystencji ludzkości. Kwestie te poruszał także w wydanych w 1840 Blaskach i cieniach. Podobnie jak w przypadku dramatów i powieści, również w poezji Hugo dostrzegalne są powracające i stale przetwarzane motywy. Ambicją poety staje się reprezentowanie swojej epoki, oddawanie jej dylematów filozoficznych, społecznych, religijnych, politycznych, jego twórczość nie ma ograniczać się do wyrażania własnych emocji. Równocześnie poeta pozostał wierny estetyce romantycznej nawet wtedy, gdy stawała się ona coraz bardziej przebrzmiała.

#### Poezja lat wygnania

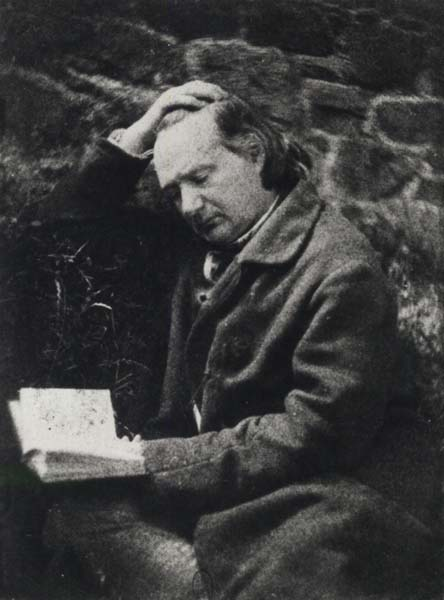
Victor Hugo na wyspie Jersey

Wyjazd na Wyspy Normandzkie okazał się przełomem także w poezji Hugo. Zdecydowany, by swoimi dziełami literackimi potępić Napoleona III, w wydanej w 1853 Chłoście poeta ostatecznie odrzucił resztki klasycystycznych konwencji literackich i osiągnął całkowitą wolność ekspresji.

W poszukiwaniu odpowiednich inwektyw zagłębia się w realia dotąd pogardzane lub zaskakujące. Wzbogaca to język o słowa nowe i śmiałe. Nadaje wierszom porywający rozmach, rozpala wyobraźnię

Jedyną francuskojęzyczną satyrą polityczną o porównywalnej wartości są szesnastowieczne Poema tragiczne Agrippy d’Aubigné. Hugo w Chłoście wyraził poczucie krzywdy własnej i całego ludu, a swoją wrogość do II Cesarstwa i wiarę w jego upadek okazywał za pomocą różnorodnych środków wyrazu.
Zmiana tonu i stylu poezji Hugo, jaka zaszła w momencie wyjazdu z Francji, była różnie interpretowana przez krytyków. Pierwsza grupa badaczy uważa, że ewolucja twórcza jego poezji była procesem ciągłym, a zapowiedzi zjawisk dostrzegalnych w wierszach powstałych na wygnaniu są dostrzegalne we wcześniejszych tomach. Inni krytycy (jak D. Saurat) sugerują, że do 1851 Hugo pisał wiersze takie, na jakie panowała moda, chcąc zyskiwać popularność w oczach czytelników. Jako emigrant przestał przejmować się gustami francuskich odbiorców i ujawnił swój prawdziwy styl i zainteresowania twórcze. Z kolei L. Mabilleau wnioskował, że Hugo był przede wszystkim romantykiem. Do ok. 1840 tendencje w rozwoju poezji francuskiej odpowiadały jego temperamentowi, toteż starał się odzwierciedlać je w swojej twórczości. Następnie jednak zignorował zachodzące w literaturze przemiany, odchodzące od romantyzmu, i stał się autorem tworzącym „poza czasem”.
Tworzenie wyłącznie poezji zaangażowanej okazało się dla pisarza na tyle nużące, że trzy lata po Chłoście wydał tom wierszy o skrajnie odmiennym charakterze. Zamyślenia (Kontemplacje) są zbiorem tekstów wcześniejszych, z lat 1848–1850, obrazujących cierpienia i rozterki Hugo, jego cierpienie po śmierci córki, rozdarcie między wiarą i jej odrzuceniem, próby odpowiedzi na pytania o sens życia i działania człowieka.

Zbiór ten stał się najczystszym wyrazem poezji lirycznej, jaką kiedykolwiek napisał, najbardziej wzruszającej zawartym w nim cierpieniem, a zarazem najbardziej niepokojącej poprzez ukazanie dziwacznego świata pisarza

Wątki apokaliptyczne, obecne w Zamyśleniach, zajmują w wyobraźni Hugo coraz poważniejsze miejsce i stają się osnową kolejnych dzieł: nieukończonych poematów Zagłada Szatana oraz Bóg. Pierwszy z tekstów miał ukazywać bezmiar miłości bożej i siłę anioła Wolności, która doprowadza do klęski diabła i jego wygnania poza granice ziemi. Drugi poemat, oparty na serii antytez, obrazuje stosunek człowieka do Boga, od odrzucenia religii, poprzez chrześcijaństwo i postawę racjonalistyczną, do wiary w boską sprawiedliwość i miłość. Z obydwoma poematami, które Hugo tworzył z przerwami, związany jest wiersz Najwyższe miłosierdzie oraz poemat Osioł, w którym poddał surowej krytyce ateizm i chełpliwe twierdzenia pozytywistów, odrzucających czynniki niematerialne w swoim widzeniu świata.
Za radą swojego wydawcy Hugo planował ująć zagadnienia metafizyczne w przystępniejszej dla czytelnika formie „małych epopei”. Ostatecznie zarzucił ten projekt, a opracowane już wiersze połączył w epopeję Legenda wieków – opis historii świata jako drogi z ciemności do światła, od barbarzyństwa do ideału, stopniowego zwyciężania dobra, postępu technicznego, z którym związane jest moralne doskonalenie się ludzkości. Całość zamykała monumentalna scena Sądu Ostatecznego. Światopogląd poety i wydźwięk jego wierszy radykalnie odbiegał od przesłania większości powstających w tym okresie utworów (w literaturze francuskiej dominowały nowe kierunki realistyczne), jednak kunszt poetycki Hugo sprawił, że jego dzieło i tak zostało odebrane pozytywnie. Legenda wieków, Chłosta i Zamyślenia są najważniejszymi dziełami poetyckimi Hugo, streszczają się w nich wszystkie wielkie tematy jego twórczości. Żaden z późniejszych tomów wierszy, chociaż niektóre zawarte w nich utwory są dziełami o wysokiej wartości literackiej, nie osiągnął poziomu trzech wymienionych tekstów.
W ramach odpoczynku od tworzenia poezji metafizycznej, latem 1859 i 1865 Hugo pracował nad lżejszymi Piosenkami ulic i lasów, w których z wirtuozerią twórczą chwalił miłość, sztukę i piękno przyrody. Piosenki... cechują kunsztowne rymy i wiersz sześcio- lub ośmiostopowy.

#### Poezja ostatnich lat życia
Hugo nie przestawał tworzyć wierszy do końca życia, a ich tematyka stale się zmieniała. W tomach opublikowanych w latach 70. XIX w. (Straszliwy rok, Dla moich wnucząt) zawarł zarówno pogodne utwory dedykowane swoim wnukom, jak i satyry polityczne bliskie estetyce Chłosty. Z czasem coraz ważniejsze stawały się dla niego kwestie filozoficzne. W ostatnich latach wiele miejsca poświęcił kwestiom religijnym. Krytykował zarówno ateizm, jak i klerykalizm, głosił pochwałę wiary, sceptycznie oceniając natomiast religie instytucjonalne i zorganizowane wierzenia (poematy Papież, Religia i religie). W tomie Cztery strony ducha zebrał napisane w ciągu minionych czterech dekad poematy, by pokazać przykłady swojej twórczości lirycznej, epickiej, dramatycznej i satyrycznej.

### Grafiki
Powszechnie nie są znane jego zamiłowania i talenty plastyczne. Ciągle odkrywa się na nowo jego obrazy. Stworzył ich około 4 tysiące (niektóre dostępne on-line), obecnie wystawiane nie tylko we Francji, ale również w Nowym Yorku, Wenecji, Brukseli i Madrycie.
Jako dobry samouk Hugo nie wahał się używać metod ludowych albo eksperymentalnych: mieszał atrament z czarną kawą, węglem, sadzami z komina, szkicując końcem zapałki albo chorągiewką ptasiego pióra.
Jego dzieła są małych rozmiarów i służyły mu do ilustrowania swej twórczości literackiej (Les Travailleurs de la mer), jak również jako prezenty dla przyjaciół wysyłane na urodziny lub inne okazje. Ta sztuka, którą uprawiał przez całe życie, stanowiła dlań przede wszystkim rozrywkę.
Początkowo jego prace były raczej realistyczne, ale wraz z wygnaniem i mistyczną konfrontacją poety z morzem, nabrały wymiaru prawie fantastycznego.
Ta strona talentu Hugo nie umknęła uwadze jego współczesnych i była przyczyną wielu pochwał, w szczególności od Baudelaira:
Nie znalazłem u wystawców Salonu tej wspaniałej wyobraźni, która tkwi w obrazach Victora Hugo jak tajemnica w niebie. Mówię o jego rysunkach atramentowych, bo to więcej niż jasne, że w poezji nasz poeta jest królem pejzażystów.

## Poglądy

### Ustrój państwa

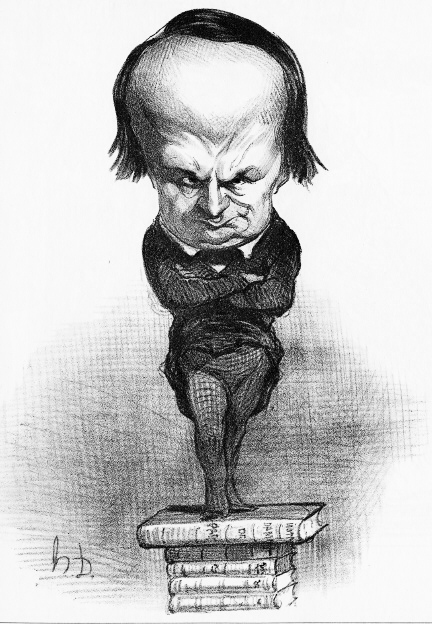
Les représentants représentés („Reprezentanci reprezentowani”), karykatura Hugo autorstwa Daumiera, 1849, po wyborze pisarza do zgromadzenia Konstytuanty

Poglądy polityczne Victora Hugo na przestrzeni jego życia kilkakrotnie ewoluowały. We wczesnej młodości pisarz, pod wpływem matki, był monarchistą i zwolennikiem panujących we Francji Burbonów. Następnie, zafascynowany postacią ojca, stał się piewcą Napoleona i okresu Cesarstwa. W Napoleonie widział nie tylko wybitnego wodza, ale i spadkobiercę idei rewolucji francuskiej, genialnego obrońcę postępu i wolności, wzór do naśladowania. Pozytywnie przyjął rewolucję lipcową, ale był zadowolony z faktu, że nie wprowadzono po niej ustroju republikańskiego. Stopniowo coraz silniejsze były u niego przekonania liberalne, jednak samej instytucji monarchii we Francji bronił do samej Wiosny Ludów i nawet po jej obaleniu. Twierdził, że główną siłą sprawczą w społeczeństwie jest lud, ale dobry, wykształcony i światły król może zapewnić mu szczęśliwy byt tak samo, jak republika, istnienie monarchii nie przekreśla również wolności jednostki. Zdaniem niektórych badaczy przekonania monarchistyczne u Hugo miały charakter bardziej sentymentalny niż wynikały z głębszej refleksji. Hugo zachowywał sceptycyzm także w kwestii powszechnego prawa do głosowania, twierdząc, że decyzje podejmowane tą drogą nie muszą wcale być słuszne i pożyteczne dla ogółu społeczeństwa.
Hugo definitywnie potępił monarchię dopiero w czasie pobytu na Guernsey. Na kartach Nędzników jednoznacznie stwierdził, że sprawiedliwe społeczeństwo można zbudować jedynie w republice.
Hugo podkreśla, że lud zawsze ma prawo do buntu przeciwko niesprawiedliwej władzy. Sugeruje nawet, że republika jest ze swojej natury ustrojem bardziej postępowym niż monarchia, a zatem poddani zawsze mogą wypowiedzieć posłuszeństwo królowi i zażądać jej proklamowania. Poeta wierzył, że postęp polityczny i społeczny jest siłą uniwersalną i w ostatecznym rozrachunku doprowadzi do ustanowienia sprawiedliwego społeczeństwa, opartego na zasadach rewolucji francuskiej – wolności, równości, braterstwa.

### Społeczeństwo i jego problemy
Jednym z tematów powracających w całej twórczości Hugo był problem niesprawiedliwości społecznej, ubóstwa, nędzy i wykluczenia. Wrażliwość społeczna twórcy rozwijała się w czasie monarchii lipcowej; im lepsza była jego własna sytuacja materialna, tym bardziej współczuł ubogim. Już w 1834 Hugo sugerował, że problemy społeczne są ważniejsze niż kwestie polityczne czy wyznaniowe.
Pisarz był zdania, że walkę z nędzą i wykluczeniem można podjąć, opierając się na wartościach chrześcijańskich. Do czynnego zwalczania ubóstwa wzywał nie tylko na kartach swoich utworów, ale i jako polityk, zwłaszcza po Wiośnie Ludów, która uzmysłowiła mu rozmiary i znaczenie problemu nierówności społecznych we Francji. 9 lipca 1849 w Zgromadzeniu Ustawodawczym wyraził przekonanie, że likwidacja cierpienia na świecie nie jest możliwa, można natomiast całkowicie usunąć z niego nędzę. Hugo pragnął być pośrednikiem między zamożnymi i wpływowymi ludźmi, otwierać im oczy na los ubogich i skłaniać do dobrowolnego dzielenia się posiadanym majątkiem. Twierdził, że za nędzę nie należy winić sił nadprzyrodzonych, lecz samo społeczeństwo. Uważał, że współczesny mu porządek społeczny, zgadzając się na nędzę jednostek, doprowadza je do upadku moralnego, którego skutki są nieodwracalne, nie istnieją bowiem skuteczne instrumenty resocjalizacji, zaś w żadnym razie nie jest takim system karny.

### Znaczenie i rola sztuki
Zadaniem twórców, według Hugo, było zabieranie głosu w aktualnych sprawach, „budzenie sumień” nawet bez bezpośredniego zaangażowania politycznego. Przez całe życie poeta twierdził, że sztuka musi być użyteczna społecznie, w 1859 zdecydowanie sprzeciwił się hasłu sztuka dla sztuki. Według Hugo, w XIX w. poeci zajmowali miejsce, które dawniej należało do duchowieństwa i obdarzeni byli szczególną misją. Z ich dzieł powinny płynąć „wielkie myśli”, potwierdzane w całej twórczości oraz w życiu osobistym. Największe znaczenie dla realizacji tego obowiązku poetów miała mieć twórczość dramatyczna, jako najbardziej przystępna w odbiorze.
Hugo wskazywał dwojaką rolę poety. Talent literacki nakłada na niego obowiązek przyczyniania się do promowania uniwersalnych wartości. Twórca jest również bezstronnym sędzią i obserwatorem bieżących wydarzeń, potrafi ocenić je tak, jak rzetelny historyk formułuje oceny przeszłości. W ocenie Hugo poeta obdarzony jest również szczególnym talentem widzenia przyszłości, co gwarantuje mu geniusz darowany przez Boga.

### Kara śmierci

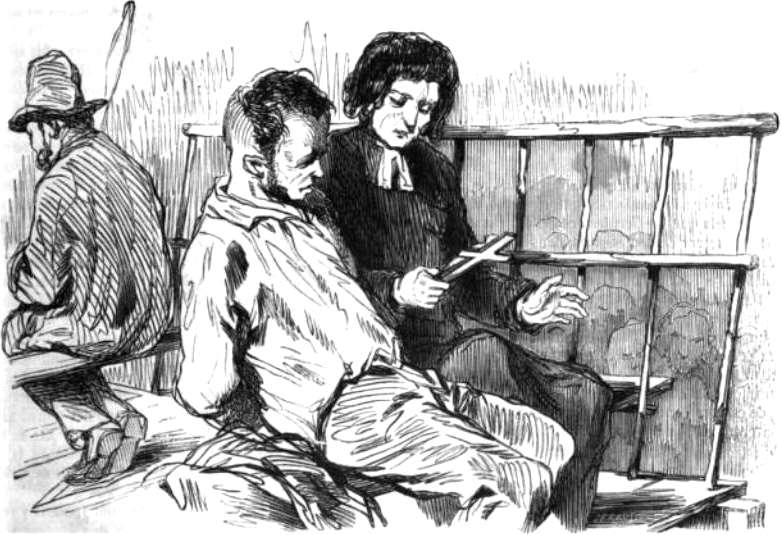
Ilustracja Hugo do powieści Ostatni dzień skazańca

Hugo był zdecydowanym przeciwnikiem kary śmierci. Problemami systemu karnego i więziennictwa zainteresował się w młodości podobnie jak wielu innych twórców romantycznych. W powieściach Ostatni dzień skazańca i Klaudiusz Nędzarz podkreślał okrucieństwo, niesprawiedliwość i nieskuteczność kary ostatecznej. Powołując się na Ewangelię, żądał jej zniesienia i oparcia kodeksów na zasadzie miłosierdzia głoszonej przez Chrystusa.
Brał udział w dyskusji parlamentarnej w 1848, która poprzedziła zniesienie we Francji kary śmierci. Gdy prezydent II Republiki Alphonse de Lamartine podpisał dekret znoszący tę karę, w podniosły sposób chwalił jego postępowanie na łamach prasy.

### Religia
Victor Hugo nie został ochrzczony w dzieciństwie, a jego matka nie wpoiła mu żadnych przekonań religijnych. W czasach Restauracji, jako oddany monarchista, Hugo z konformizmu zaczął uczestniczyć w katolickich praktykach religijnych. Porzucił katolicyzm po tym, gdy został zdradzony przez żonę, nigdy jednak nie wystąpił otwarcie przeciwko dogmatom tego wyznania ani nie stał się ateistą. Zadbał o katolickie wychowanie dzieci.
Refleksja nad sprawami ostatecznymi, losem świata i człowieka była stale obecna w twórczości Hugo. Dlatego pisarz, odrzucając katolicyzm jako wyznanie „nieaktualne” i przebrzmiałe, zachował przekonanie, że słuszne jest przesłanie Ewangelii, wzywające do modlitwy i wspierania ubogich. W swojej poezji wielokrotnie wysławiał Boga. Na swoiście rozumianej etyce chrześcijańskiej – inspirowanej koncepcjami ks. de Lamennais – opiera się całe przesłanie powieści Nędznicy.

### Kolonializm
Victor Hugo był obrońcą kolonializmu, w którym widział rozwój cywilizacyjny; przeniesienie kultury wytworzonej przez rasę białą na tereny zamieszkałe przez „dziką” ludność czarnoskórą, której niższość jego zdaniem wynikała z samej natury. Europie przypisywał zadanie cywilizowania Afryki. Swoje widzenie Afryki (najprawdopodobniej miał na myśli czarną Afrykę subsaharyjską) przedstawił w mowie z 1879. Kontynent afrykański opisał tam jako „ziemię bez historii”, dziką i barbarzyńską, przez sześć tysięcy lat stanowiącą przeszkodę dla postępu całej ludzkości. Według pisarza Francuzi i Brytyjczycy czynili dobrze, podbijając ziemie afrykańskie, co więcej, otrzymywali je w darze od Boga.

### Niewolnictwo i ludność czarnoskóra
W odróżnieniu od wielu francuskich twórców swojej epoki Hugo nigdy nie poparł ani nie przedstawiał w pozytywnym świetle na kartach swoich utworów powstania niewolników na San Domingo. Wspominając natomiast Haitańczyków-obywateli niepodległego państwa pisał o nich najczęściej w sposób krytyczny lub szyderczy. Utwory, w których wspominał haitańskiego cesarza Faustyna I, porównując go do Napoleona III, chociaż w pierwszym rzędzie atakują tego drugiego, mają nawet wydźwięk rasistowski. W równie negatywnym świetle czarnych niewolników przedstawia młodzieńcza powieść Hugo Bug-Jargal. Poglądy pisarza stanowiły odbicie powszechnego w jego epoce przekonania o supremacji ludności białej, zwłaszcza Europejczyków.
W powieści Bug-Jargal, jedynej, której bohaterami są czarnoskórzy niewolnicy, Hugo interesuje się bardziej wpływem całkowitego poddaństwa na zachowanie jednostek (zarówno niewolników, jak i właścicieli) niż oceną samej instytucji. Pisarz nie potępił niewolnictwa w żadnym tekście napisanym przed wyjazdem na emigrację. W 1848, jako deputowany, nie zaangażował się w dyskusję w sprawie zniesienia niewolnictwa i nie odniósł się w żaden sposób do podpisania przez prezydenta kraju dekretu zabraniającego tej formy poddaństwa. Dopiero w 1851 Hugo wystąpił ze zdecydowaną krytyką niewolnictwa w Stanach Zjednoczonych, określając je jako barbarzyństwo.
Hugo wystosował w 1859 list otwarty w obronie Johna Browna, twierdząc w nim, że jeśli walka zbrojna jest w ogóle uzasadniona, to tylko przeciwko niewolnictwu. Nie zmienił jednak poglądów w sprawie samej ludności czarnoskórej. Jedyny tekst, w którym wprost stwierdził, iż między rasami ludzkimi nie ma różnic, to list przeznaczony do publikacji na łamach haitańskiej prasy. W jego nieopublikowanych listach i późniejszych tekstach surowa krytyka niewolnictwa powraca wielokrotnie. Hugo równocześnie podkreśla zasługi Francji dla zniesienia niewolnictwa, nigdy nie odstępuje również od przekonania o wyższości kultury stworzonej przez białych ludzi.

### Stany Zjednoczone Europy
Idea Stanów Zjednoczonych Europy przewijała się wielokrotnie w przemówieniach i pismach Victora Hugo:
- Żadnych granic! Ren dla wszystkich! Bądźmy jedną Republiką, bądźmy Stanami Zjednoczonymi Europy, bądźmy kontynentalną federacją, wolnością europejską, bądźmy pokojem światowym! (przemówienie w Zgromadzeniu Narodowym, 1 marca 1871)

- Gdy w sierpniu 1876 w okrutny sposób stłumiono powstania bośniackich Serbów i Bułgarów przeciwko Imperium Osmańskiemu, Hugo napisał manifest zatytułowany „Dla Serbii”: Zbrodnie pozostają zbrodniami a rządy nie mają więcej uprawnień od jednostek, aby napadać innych dopóki Europa jest solidarna. (...) To co się dzieje w Serbii pokazuje konieczność Stanów Zjednoczonych Europy. Niech po podzielonych rządach nastąpią zjednoczone ludy.

- Chciałbym na koniec życia dokonać wielkiego dzieła i umrzeć. Tak oto ustanowić Stany Zjednoczone Europy. (Notatka z lat 1876–1878)

- „Przed trzema dniami, 14 lipca, zasadziłem w moim ogrodzie w Hauteville-House dąb Stanów Zjednoczonych Europy” (notatka z 17 lipca 1870)

Jego współcześni uważali tę ideę za absurd i utopię (np. Francuzi i Niemcy uważani byli za dziedzicznie skazanych na wieczną wrogość). Hugo nie był jednak naiwny: Niech będzie, że utopia. Ale nie zapominajmy, że kiedy idą do tego samego celu co ludzkość, (...) utopie jednej epoki stają się faktami w następnej. (Le Rhin)

## Odbiór

### Twórczość Hugo w oczach współczesnych mu autorów

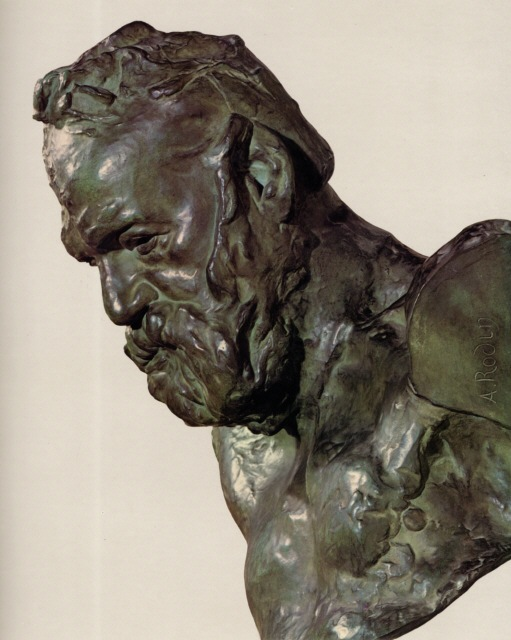
Victor Hugo dłuta Rodina

Za życia pisarza jego dorobek literacki był zarówno oceniany bardzo wysoko, jak i silnie krytykowany. Przedmiotem kontrowersji były również poglądy polityczne Hugo lub jego życie prywatne. W Hugo widziano autora odmiennego od wszystkich innych aktywnych w tej samej epoce twórców.
Théophile Gautier porównywał Hugo do ogromnego drzewa. Sainte-Beuve był początkowo wielkim entuzjastą jego twórczości, w połowie lat 30. stał się wobec niego krytyczny, by po publikacji Nędzników przyznać, iż Hugo obdarzony był wyjątkowym talentem. Leconte de Lisle zestawiał Hugo z Himalajami.
Charles Baudelaire patrzył z uznaniem na Hugo, ale jednocześnie odczuwał też irytację wobec poety, tworzącego wiersze „polityczne”. Émile Zola wytknął mu chłód wobec komunardów i nie był tu jedyny, inni zaś krytykowali Hugo za przyjmowanie postaw zbyt prospołecznych. Gustave Flaubert podziwiał romantyzm Hugo, ale nie ufał „staremu krokodylowi”, którym to mianem określił pisarza po lekturze jego dygresji filozoficznych znajdujących się zwłaszcza w Nędznikach. Baudelaire i Paul Verlaine podzielali punkt widzenia, według którego sztuka i zaangażowanie polityczne nie powinny być mieszane.

### Odbiór Hugo i jego dzieł po śmierci

#### III Republika
Natychmiast po śmierci Victor Hugo stał się przedmiotem oficjalnego upamiętnienia państwowego, które graniczyło ze świeckim kultem (podobnie jak w przypadku Pasteura). Jego postać pojawiała się w podręcznikach szkolnych, wielokrotnie wybierano go na patrona ulic i szkół, jego podobizną zdobiono rozmaite przedmioty. Równocześnie rodzina Hugo zniszczyła jego listy do kochanek, a w oficjalnych biografiach nie wspominano o jego romansach. W świadomości zbiorowej Hugo był przede wszystkim autorem powieści, na czele z Nędznikami. Zamożne mieszczaństwo ceniło przede wszystkim jego wczesną poezję, traktując późniejsze dzieła jako pozbawione dobrego smaku. Popularność Hugo zwiększały kolejne wydania jego utworów, a od 1907 także adaptacje filmowe.
Oceny dzieł Hugo zmieniły się po I wojnie światowej, która zdawała się wykazać fałszywość wiary pisarza w postęp ludzkości. W dwudziestoleciu międzywojennym nie wznawiano jego utworów ani nie wystawiano sztuk. Pojawiły się natomiast szkice biograficzne skupiające się na dotąd przemilczanych aspektach jego życia – romansach, zainteresowaniu spirytyzmem itp. Hugo pozostawał symbolem dla francuskiej lewicy, ostro atakowała go natomiast u schyłku lat 30. XX wieku prawica. Poezję Hugo na nowo odczytywali i nawiązywali do niej twórcy związani w czasie II wojny światowej z francuskim ruchem oporu.

#### Po II wojnie światowej
Po 1945 osoba i twórczość Victora Hugo nie były już ani obiektem zajadłych ataków, ani kultu z pierwszych dekad po jego śmierci. Jego utwory regularnie były częścią antologii, pojawiły się adaptowane dla dzieci wersje rozdziałów Nędzników poświęconych Gavroche’owi oraz dzieciństwu Kozety. W świadomości publicznej funkcjonowały jednak tylko wybrane, najczęściej przedrukowywane teksty poety (np. w podręczniku do historii literatury francuskiej obowiązującym w liceach skupiano się na wczesnej, romantycznej twórczości Hugo, praktycznie pomijając okres emigracji). Aby zmienić tę sytuację, w 1952 Louis Aragon wydał tom Czy czytaliście Victora Hugo?, w którym zawarł przede wszystkim powstałe po 1850 teksty. Duże znaczenie miała również biografia pióra H. Guillemina, Victor Hugo par lui-même, ukazująca postać i osobowość pisarza w sposób bardziej wielowymiarowy, niż wcześniejsze opracowania. Renesans zainteresowania Victorem Hugo po II wojnie światowej dotyczył również jego dramatów. Wszystkie, oprócz Burgrabiów i Cromwella, wróciły na sceny teatralne. Powieści Nędznicy i Katedra Marii Panny w Paryżu były wielokrotnie ekranizowane.

## Lista dzieł
W nawiasie podano tytuł oryginalny utworu i rok pierwszego wydania francuskiego

### Sztuki teatralne
- Cromwell (1827)
- Hernani, czyli Honor kastylski (Hernani, 1830)
- Marion Delorme (1831)
- Król się bawi (Le Roi s’amuse, 1832)
- Lukrecja Borgia (Lucrèce Borgia, 1833)
- Marya Tudor (Marie Tudor, 1833)
- Angelo, tyran de Padoue (1835)
- Ruy Blas (1838)
- Burgrabiowie (Les Burgraves, 1843)
- Torquemada (1882)
- Théâtre en liberté (1886)

### Powieści
- Bug-Jargal (1826)

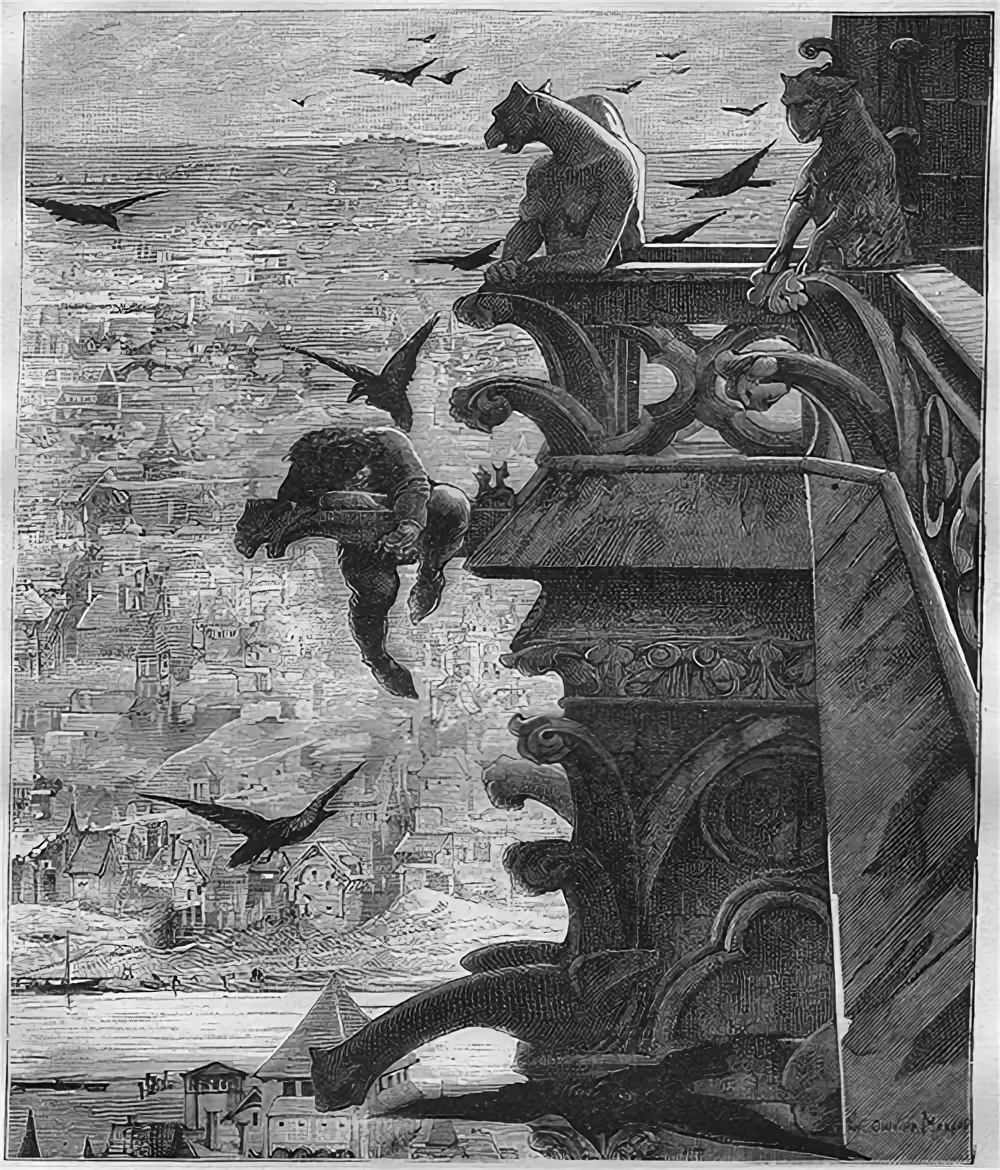
Luc-Olivier Merson (1846–1920), ilustracja do Dzwonnika z Notre Dame, 1881

- Han z Islandii (Han d’Islande, 1823)
- Ostatni dzień skazańca (Le Dernier Jour d’un condamné, 1829)
- Katedra Marii Panny w Paryżu (znane również jako Dzwonnik z Notre Dame lub Kościół P. Marii w Paryżu; Notre-Dame de Paris, 1831)
- Claude Gueux (1834)
- Nędznicy (Les Misérables, 1862)
- Pracownicy morza (Les Travailleurs de la mer, 1866)
- Człowiek śmiechu (L’Homme qui rit, 1869)
- Rok dziewięćdziesiąty trzeci (Quatre-vingt-treize, 1874)

### Poezja
- Odes et poésies diverses (1822)
- Nouvelles Odes (1824)
- Odes et Ballades (1826)
- Les Orientales (1829)
- Jesienne liście (Les Feuilles d’automne, 1831)
- Pieśni o zmroku (Les Chants du crépuscule, 1835)
- Głosy wewnętrzne (Les Voix intérieures, 1837)
- Światła i cienie (Les Rayons et les ombres, 1840)
- Chłosta (Les Châtiments, 1853)
- Kontemplacje (Les Contemplations, 1856)
- Legenda wieków (Première série de la Légende des Siècles, 1859)
- Les Chansons des rues et des bois (1865)
- Straszliwy rok (L’Année terrible, 1872)
- L’Art d'être grand-père (1877)
- Legenda wieków (Nouvelle série de la Légende des Siècles, 1877)
- Religions et religion (1880)
- Les Quatre Vents de l’esprit (1881)
- Legenda wieków (Série complémentaire de la Légende des Siècles, 1883)
- La Fin de Satan (1886)
- Toute la Lyre (1888)
- Dieu (1891)
- Nouvelle série de Toute la Lyre (1893)
- Les Années funestes (1898)
- Dernière Gerbe (1902)
- Océan. Tas de pierres (1942)

### Inne teksty
- Étude sur Mirabeau (1834)
- Littérature et philosophie mêlées (1834)
- Ren (Le Rhin, 1842)
- Napoleon Mały (Napoléon le Petit, pamflet, 1852)
- Lettres à Louis Bonaparte (1855)
- William Shakespeare (1864)
- Paris-Guide (1867)
- Mes Fils (1874)
- Actes et paroles – Avant l’exil (1875)
- Actes et paroles – Pendant l’exil (1875)
- Actes et paroles – Depuis l’exil (1876)
- Histoire d’un crime – 1re partie (1877)
- Histoire d’un crime – 2e partie (1878)
- Le Pape (1878)
- L'Âne (1880)
- L’Archipel de la Manche (1883)
- Œuvres posthumes
- Rzeczy widziane (Choses vues – 1re série, 1887)
- Alpes et Pyrénées (1890)
- France et Belgique (1892)
- Correspondances – Tome I (1896)
- Correspondances – Tome II (1898)
- Rzeczy widziane (Choses vues – 2e série, 1900)
- Post-scriptum de ma vie (1901)
- Mille Francs de récompense (1934)
- Pierres (1951)
- Mélancholia

## Adaptacje
Dzieła Hugo były wielokrotnie adaptowane przez kino, telewizję i teatr. Najwięksi aktorzy starali się o wcielenie w role jego bohaterów. We Francji Jean Valjean był interpretowany przez Harry’ego Baura, Jeana Gabina, Lino Venturę, a także Gerarda Depardieu. Współcześnie także wielu pieśniarzy podejmuje jego utwory, np. Georges Brassens (Gastibelza), Julos Beaucarne (Je ne songeais pas à Rose), Colette Magny (Les Tuileries, Chanson en canot).

### Film
Powstało ogółem niemal sto adaptacji filmowych, w tym około dwudziestu samych Nędzników i niewiele mniej Katedry NMP w Paryżu. Uniwersalność Hugo przejawia się w filmie w sposób szczególny, gdyż różne kinematografie podjęły jego dzieła: amerykańska (1915, „Don Caesar de Bazar” na podstawie „Ruy Blas”), angielska, indyjska (Badshah Dampati,1953, na podstawie „Katedry NMP w Paryżu”), japońska (1950, Re Mizeraburu: Kami to akuma: adaptacja „Nędzników” w kontekście japońskiego okresu Meiji), egipska (np. 1978, Al Bo’asa, znów na podstawie Nędzników), włoska (1966, L’Uomo che ride, adaptacja „Człowieka śmiechu”) i inne.
Dodać do tego należy filmy inspirowane biografią Victora Hugo, spośród których jeden z bardziej znanych to Miłość Adeli H. (L’Histoire d’Adèle H.) w reżyserii François Truffaut.
Na podstawie powieści powstały również liczne filmy rysunkowe, z których najbardziej znane to „Dzwonnik z Notre-Dame” (1996) (The Hunchback of Notre Dame) wyprodukowany przez Walt Disney Pictures i Nędznicy (1979), animacja japońska.

### Telewizja
Istnieje też znaczna liczba adaptacji telewizyjnych, mniej lub bardziej wiernych oryginałowi. W rodzinnej Francji znakomitą sławą cieszyło się przeniesienie na mały ekran „Nędzników” w reżyserii Roberta Hosseina (1985) z udziałem Lino Ventury, Jeana Carmeta i Michela Bouqueta. W roku 2000 serialowej adaptacji dokonała Josee Dayan – w tym filmie role głównych antagonistów Jeana Valjeana oraz Javerta zagrali Gérard Depardieu i John Malkovich.

### Opera
Przykładowe utwory:
- Lukrecja Borgia (Gaetano Donizetti, 1833), według dzieła o tym samym tytule.
- Il Giuramento (Saverio Mercadante, 1837), według Angelo, tyran de Padoue.
- Ernani Verdiego, 1844, na podstawie Hernani.
- Rigoletto Verdiego, 1851, według Król się bawi.

Hugo nie był zwolennikiem takich adaptacji, co zapewne było zainspirowało go do rozporządzenia: Niech nikt nie składa muzyki do mych wierszy!
Niemniej jednak jego przyjaciel Franz Liszt komponował wiele utworów symfonicznych do jego poematów: Co słychać na górze (Ce qu’on entend sur la montagne) na podstawie Jesiennych liści i Mazepa według Orientales. Również inni kompozytorzy złamali zakaz poety: Georges Bizet, Camille Saint-Saëns, Gabriel Fauré czy Richard Wagner.

### Musicale
Znane musicale:
- Les Misérables – adaptacja powieści Nędznicy autorstwa Alaina Boublila (libretto) i Claude’a-Michela Schönberga(muzyka) z 1980 roku.
- Notre-Dame de Paris – adaptacja Dzwonnika z Notre-Dame z 1998 roku dokonana przez Luca Plamondona (libretto) i Richarda Cocciante (muzyka).

### Dzieła zebrane, wydania klasyczne
- Édition Hetzel – Quantin, wydanie zwane „ne varietur”, 1880–1892. Œuvres complètes de Victor Hugo. Kolekcja klasyczna według oryginalnych rękopisów – J. Hetzel et Cie; A. Quantin, 1880–1889. – 48 vol. in-8°. I. Poezja (16 vol.) – II. Filozofia (2 vol.) – III. Historia (3 vol.) – IV. Podróże (2 vol.) – V. Dramat (5 vol.) – VI. Powieść (14 vol.) – VII. Czyn i słowo (4 vol.) – VIII Dzieła różne (2 vol.)
- 1904–1952: Éditions Ollendorff et Albin Michel, wydanie zwane „de l’Imprimerie nationale” („z Drukarni Narodowej”) Œuvres complètes de Victor Hugo – P. Ollendorff; Albin Michel; Imprimerie Nationale, 1902–1952. – 45 vol. – Portrety, ilustracje czarno-białe i kolorowe, faksymile; kolejni redaktorzy: Paul Meurice (1904–1905), Gustave Simon (1905–1928) et Cécile Daubray (1933–1952). Wydanie krytyczne, z włączoną po raz pierwszy Korespondencją Victora Hugo, jak i licznymi tekstami wcześniej niepublikowanymi.
- 1967–1970: Wydanie chronologiczne pod kierunkiem Jeana Massina, Œuvres complètes de Victor Hugo, Club Français du Livre, 1967–1970. – 18 vol.
- Seria « Bouquins » wydawnictwa Robert Laffont. Teksty bliskie edycji J. Massina, wydanie poprawione na stulecie rocznicy śmierci Hugo. Œuvres complètes de Victor Hugo, pod redakcją Jacques Seebachera i Guy Rosa, we współpracy z akademicką grupą roboczą uniwersytetu Paris VII („Groupe Inter-universitaire de travail sur Victor Hugo-Paris VII”) R. Laffont, 1985 – 18 woluminów.

### Ogólne
- Portal dwusetlecia urodzin pisarza (fr.)
- Dzieła w różnych formatach i językach www.gutenberg.org (fr. • ang.)
- Œuvres complètes, site Gallica (fr.)
- Jego dzieła w « Ebooks » (darmowe) (fr.)
- Wiersze Victora Hugo. poesie.webnet.fr. [zarchiwizowane z tego adresu (2009-03-14)]. (fr.).
- Victor Hugo w InLibroVeritas.net (fr.)
- Dzieła Victora Hugo w serwisie Polona.pl

### Tematyczne
- Le site officiel Victor Hugo – Guernesey. victorhugo.gg. [zarchiwizowane z tego adresu (2008-01-08)]. (fr.).
- Hauteville House la maison d’exil de Victor Hugo à Guernesey (fr.)
- Maison de Victor Hugo à Vianden, Luxembourg (fr.)
- Maison littéraire de Victor Hugo (fr. • ang.)
- Victor Hugo adapté par les grands compositeurs classiques (fr.)
- Des articles sur V. Hugo disponibles sur le site Gallica (fr.)